# Storia dell'Iraq

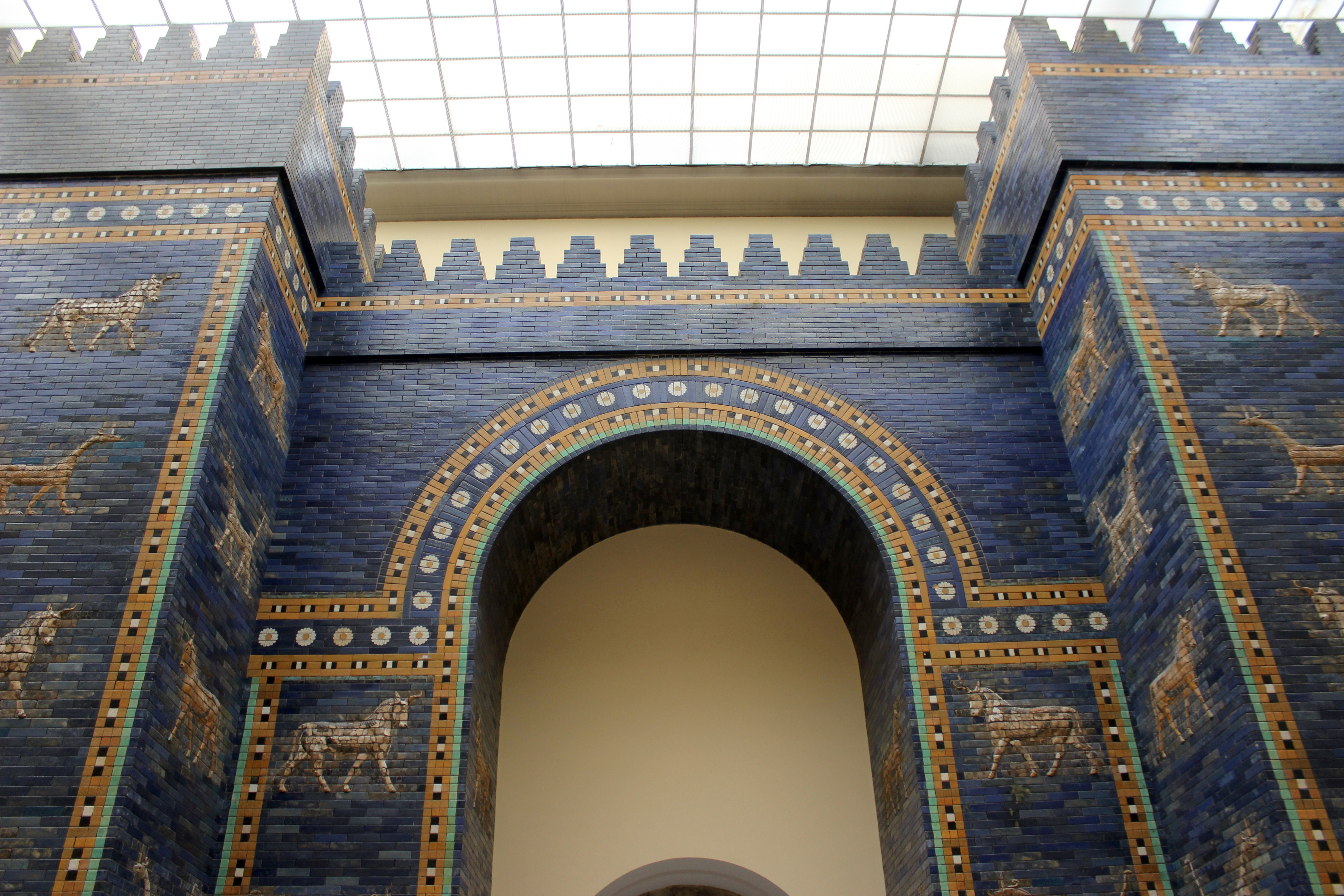
Berlino, Pergamon Museum, Porta di Ištar

La storia dell'Iraq è molto antica e brani della sua fase più remota coincidono con passaggi della storia di importanti civiltà che ebbero sede nel suo attuale territorio. Più in generale, la storia antica dell'Occidente, come quella recente, ruota spesso intorno a questo.

## Gli albori della civiltà

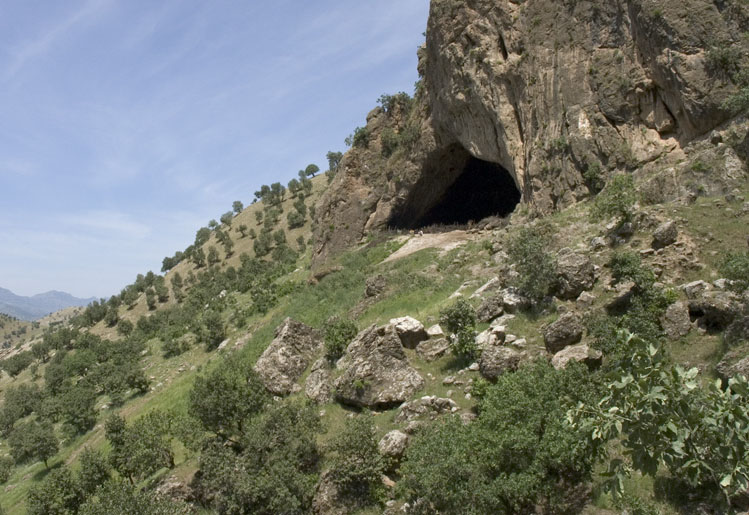
L'esterno della grotta di Shanidar

In età preistorica l'insediamento umano è testimoniato dal ritrovamento di resti di Uomo di Neandertal nella caverna di Shanidar, databili a circa 60.000 anni fa.
Il medio corso dell'Eufrate divenne prestissimo una parte importante del cosiddetto "corridoio levantino", rotta primaria del traffico commerciale di ossidiana.

### La Mesopotamia

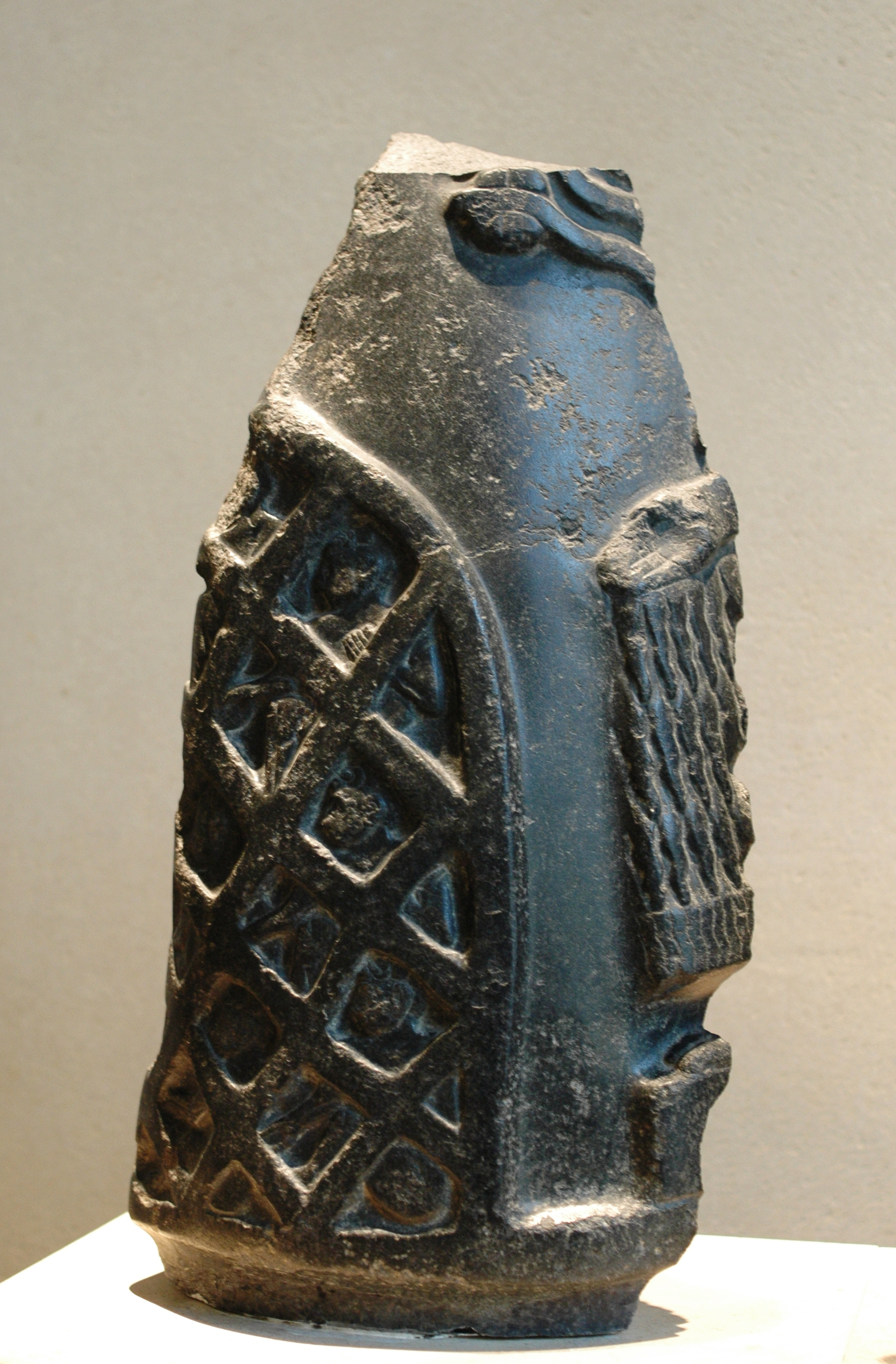
La stele della vittoria di un re accadico, conservata a Parigi, museo del Louvre

Dove oggi c'è l'Iraq anticamente c'era la Mesopotamia, (da Mesos Potamos, che significa, "fra due fiumi"), che era una pianura di origine alluvionale e si estende fra i fiumi Tigri ed Eufrate (in arabo: Dijla e Furāt). Oggi viene indicato come parte della cosiddetta Mezzaluna Fertile, l'area in cui, secondo ricostruzioni sempre più accreditate, avrebbe avuto origine il primo sviluppo dell'agricoltura.
La piana ha sedimentato nel tempo, estendendo la superficie emersa: nel IV millennio a.C. la città di Ur era un porto sul mare, poi la costa del Golfo Persico avanzò verso Sud-Est.

#### I Sumeri
La Mesopotamia, inizialmente percorsa da diverse culture protostoriche e infine dalla Cultura di Ubaid, ospitò lo sviluppo della civiltà sumera, ritenuta la prima civiltà umana sedentaria, che sorse intorno al IV millennio a.C.; secondo la leggenda sumera, il primo insediamento sarebbe stato a Eridu.
I Sumeri, che chiamavano sé stessi sag-gi-ga ('gente dalla testa nera'), e che chiamavano la loro terra Ki-en-gi ('luogo dei signori civilizzati'), vi trascorsero un periodo di circa due millenni nei quali svilupparono arti e conoscenze in molti campi, oltre che una loro cospicua mitologia in cui spicca la figura di Gilgamesh, cui poi sarebbe stata dedicata la nota Epopea di Gilgamesh.
Notevole, sotto molti punti di vista, lo sviluppo di sistemi giuridici, con raccolte di leggi di già densa strutturazione, a partire dal Codice di Ur-Nammu, cui seguirono quello di Lipit-Ištar e raccolte successive della serie ana ittišu. I codici raccoglievano disposizioni generali, ma il diritto aveva avuto un suo sviluppo anche nella forma dell'amministrazione della giustizia da parte dei sovrani.
Le successioni delle dinastie dei re sumeri sono convenzionalmente prese a riferimento per una suddivisione in fasi della loro storia. Un'altra distinzione riparte i re del periodo antidiluviano e postdiluviano, con riferimento al Diluvio universale narrato nella Bibbia ed oggi oggetto di alcuni studi che ne proverebbero l'effettiva verificazione; dopo questa grande alluvione, con il re Etana di Kish, che avrebbe regnato fra il 3000 a.C. ed il 2700 a.C., la vita della civiltà dei Sumeri sarebbe ripresa per la sua fase finale, concludendosi intorno al 2000 a.C. (o al 1730 a.C. secondo alcune fonti), passando per l'Impero accadico.

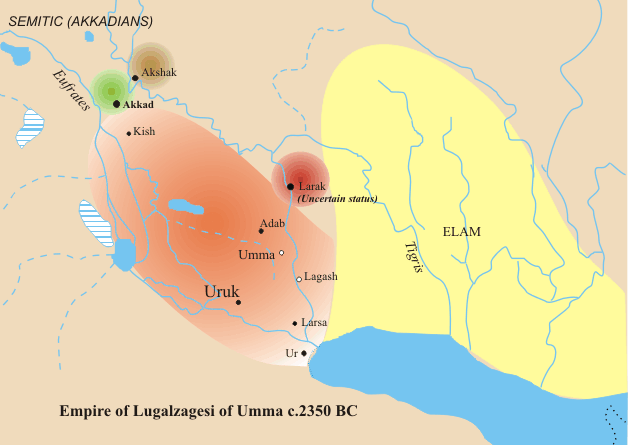
Il regno di Lugalzagesi

#### Gli Accadi e i Gutei
Intorno al 2300 a.C., infatti, i Sumeri erano stati sottomessi dagli Accadi, che avevano conquistato il sistema delle città-stato riunite da Lugalzagesi in un impero.

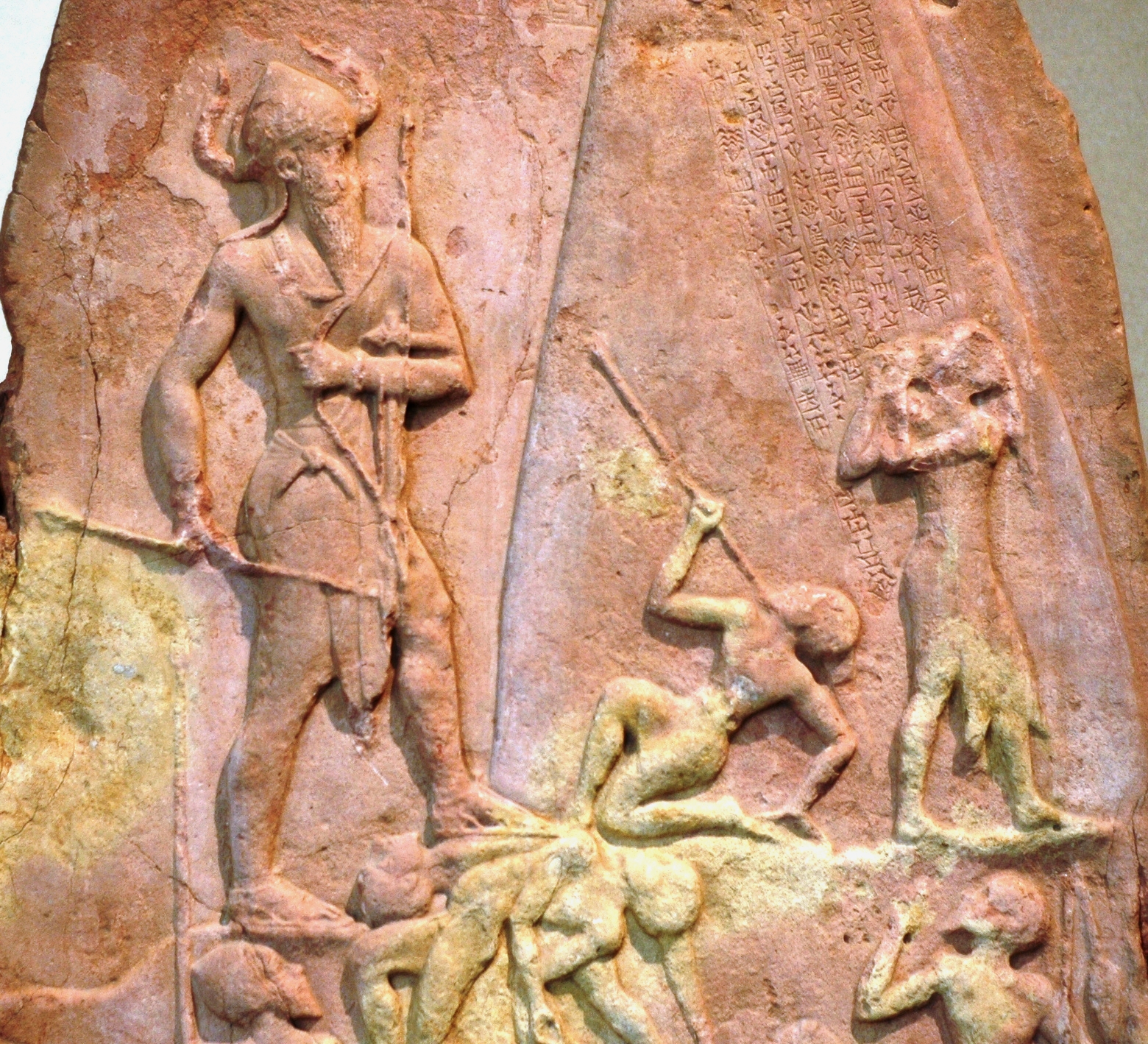
Una stele celebrante la vittoria di Naram-Sin sui Lullubi

Fu Sargon di Akkad (che regnò dal 2334 a.C. al 2279 a.C.) a identificare Akkad capitale di un dominio vastissimo, via via accresciuto da nuove conquiste e accompagnato dalla nascita della lingua accadica. E fu l'eponimo di una dinastia che ebbe nel nipote Naram-Sin il rappresentante della sua massima espansione.
La dinastia non durò a lungo, dopo soli due secoli di esistenza fu infatti abbattuta dai Gutei nel 2175 a.C., popoli ex-nomadi che sfruttarono conflittualità interne alla corte di Akkad per impadronirsi del vasto impero. Anch'essi però non ebbero che 21 re, dominanti la Mesopotamia settentrionale, mentre al sud Uruk, Ur e Lagash vivevano fasi di rinascita, con la notevole vicenda del periodo di Gudea (regnante in Lagash dal 2144 al 2124 a.C.).

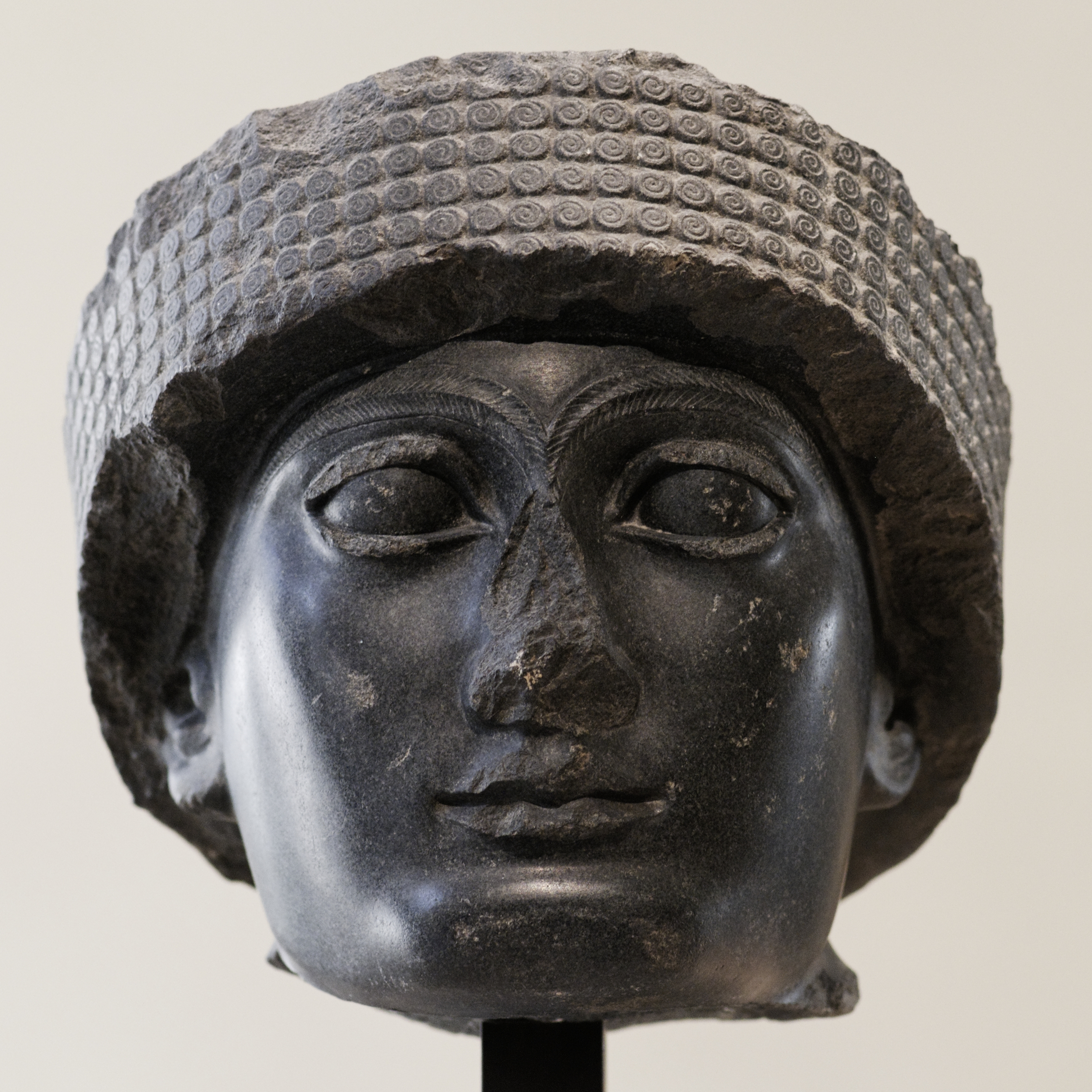
Frammento di statua raffigurante Gudea, re di Lagash dal 2144 al 2124 a.C.; Parigi, museo del Louvre

Fu con la reviviscenza di queste dinastie decentrate che ebbe vita la fase neo-sumerica della storia mesopotamica: Ur-Nammu re di Ur (dal 2113 al 2095 a.C.) sottomise Uruk e Lagash, iniziando la terza dinastia di Ur, mentre i Gutei si estinguevano con la morte, forse criminosa, di Utuhengal, loro ultimo re.
La fine della terza dinastia di Ur, favorita da un'insurrezione interna, coincise con la fine dell'epoca sumera. Le città-stato si posero in reciproca competizione, disgregando i resti dell'impero e favorendone la conquista da parte di Babilonia, una città fondata intorno al 2200 a.C. sulle sponde dell'Eufrate.

### I Babilonesi

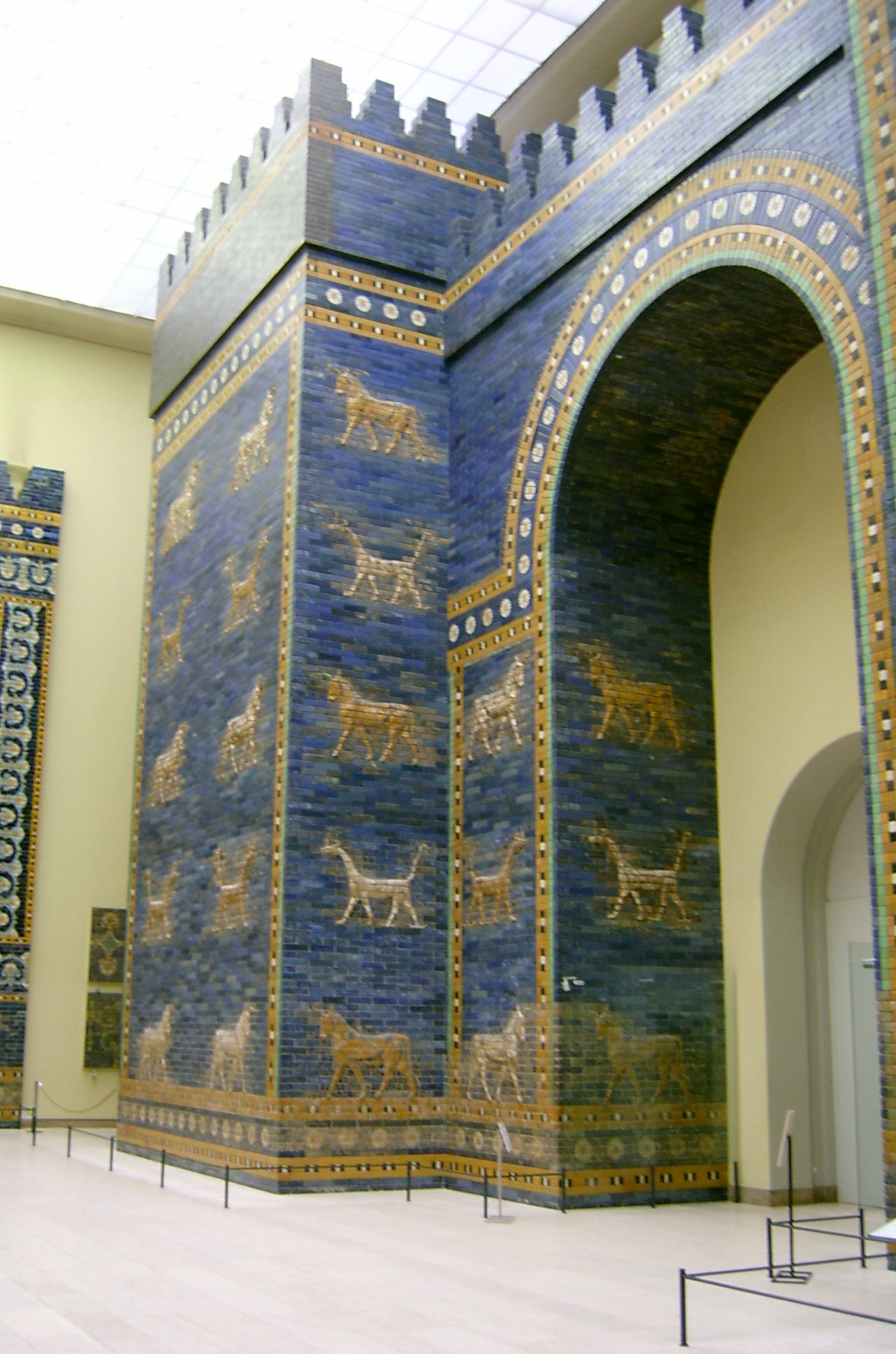
la Porta di Ištar ricostruita al Pergamonmuseum di Berlino

La dominazione babilonese si trasformò presto in un nuovo impero, che ebbe in Hammurabi (regnante dal 1792 al 1750 avanti Cristo) il suo massimo esponente. Si protrasse per ben 10 dinastie che dal secondo millennio a.C. regnarono sino al 539 a.C.
In quest'epoca l'antico territorio, oggi iracheno, passò attraverso il succedersi di eventi, veri o leggendari, di grande notorietà; non ultimo il mito della Torre di Babele in cui si sarebbe verificata la proverbiale confusione delle lingue. La crescita e lo sviluppo della città, che San Giovanni avrebbe in seguito definito "la grande meretrice" (Apocalisse), furono buon sedimento per l'evoluzione di arti, religioni, lavori pubblici ed interventi organizzativi. Il Codice di Hammurabi - da taluni identificato come lo strumento di definitiva affermazione della legge del taglione - rimane come uno dei primi notevoli esempi della sistematica del diritto e, secondo più d'uno studioso, anche come modello letterario ed ovviamente giuridico. La società si divideva, con precipuo riferimento alla proprietà fondiaria, in tre classi di schiavi, semi-schiavi ed uomini liberi (cui si affiancava una sottoclasse borghese che raccoglieva i "professionisti").
Dopo la presa del potere da parte della dinastia dei Caldei (624 a.C.) da parte di Nabopolassar, il suo successore Nabucodonosor II, re dal 624 a.C. al 562 a.C., fu l'artefice della ristrutturazione di Babilonia che superato il milione di abitanti era divenuta la prima metropoli della storia e che fu ornata dei giardini pensili, una delle sette meraviglie del mondo.

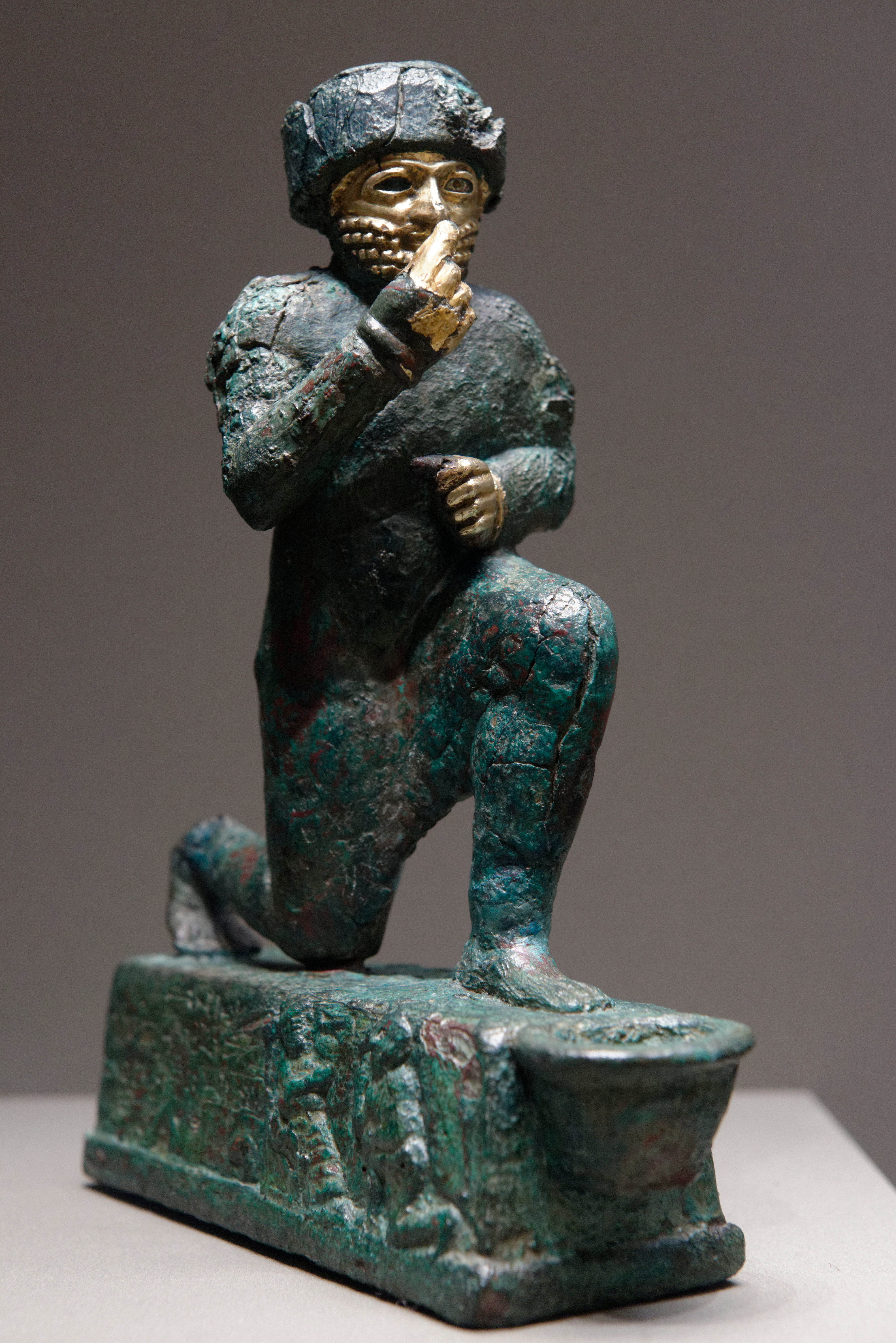
Arte babilonese: statuetta in oro e bronzo, nota come "orante di Larsa", dedicata al dio Amurru per la vita di Hammurabi; Parigi, museo del Louvre

Babilonia fu attaccata e conquistata dai Cassiti, che vi regnarono dal 1595 (profittando del sacco di Babilonia compiuto dall'ittita Mursili I) al 1155 a.C. Nel nord della Mesopotamia si sviluppò l'ancora in parte misterioso regno di Mitanni (Hanigalbat), che raggrupparono alcune città-stato del precedente impero sotto il comando delle tribù guerriere degli Hurriti; questo regno fu poi abbattuto ed il suo territorio annesso al proprio dagli Assiri.

## Le dominazioni

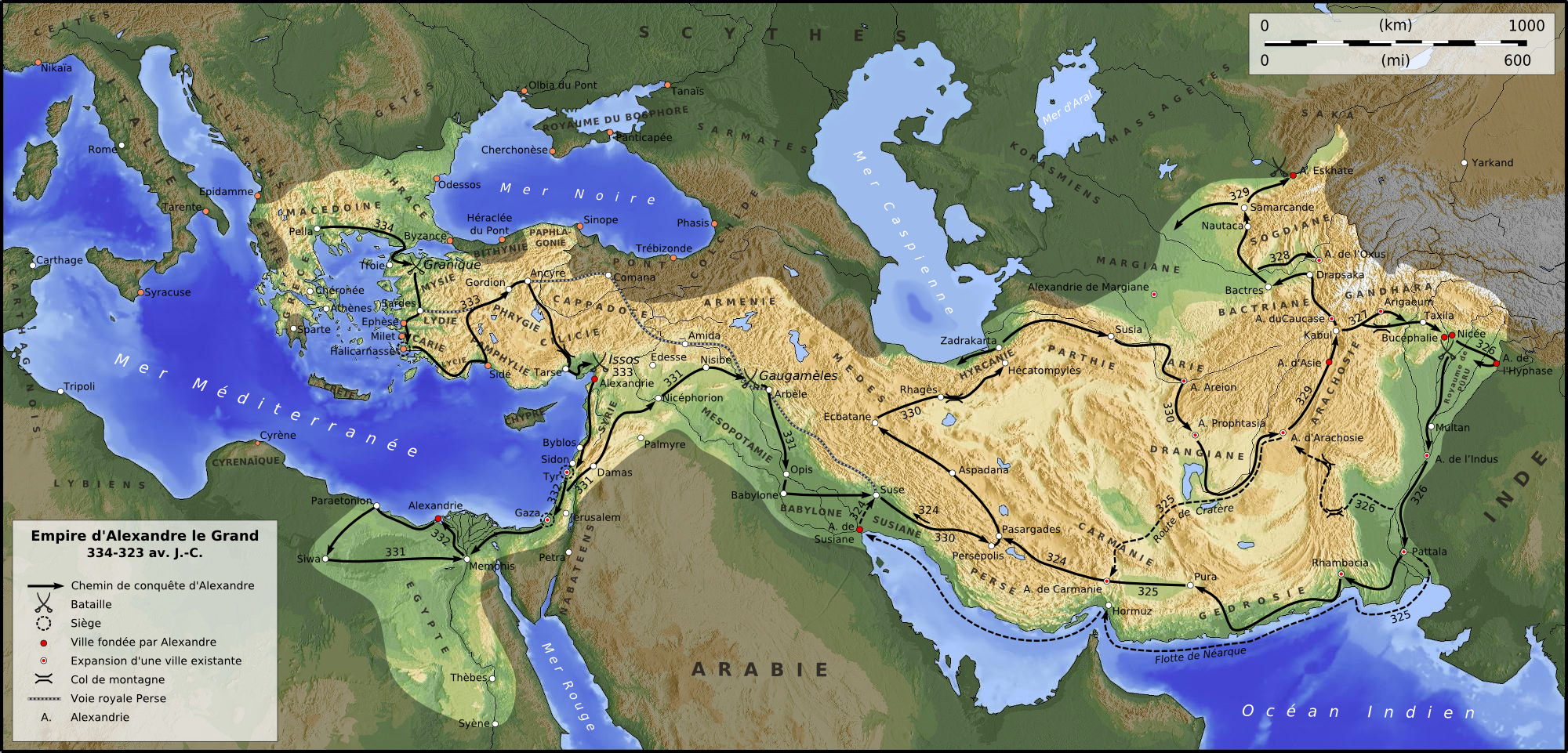
Mappa dell'impero di Alessandro Magno

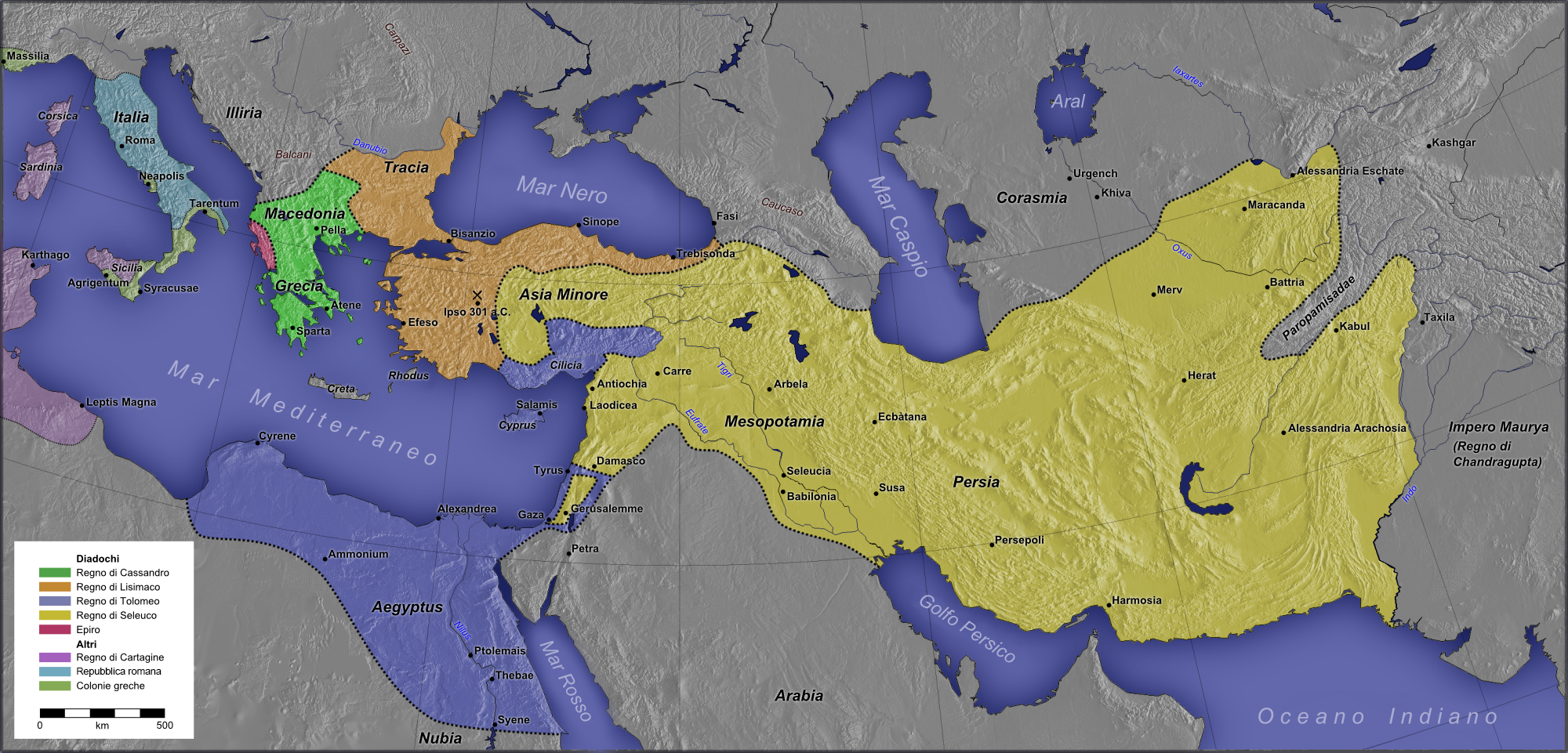
L'impero seleucide

### La Persia, Ciro il Grande, Alessandro Magno, i Seleucidi
Successivamente, Ciro il Grande, della dinastia achemenide, (secondo la leggenda) sottomise Babilonia con uno stratagemma, annettendola al suo impero di rapida espansione, di cui fu una delle cinque capitali e una satrapia. Per molto tempo la satrapia avrebbe condiviso le sorti dell'impero.
Con la conquista dell'impero persiano, infatti, Alessandro Magno estese il suo dominio anche sui territori dell'attuale Iraq, ed altrettanto accadde quando i diadochi, alla morte di questi, si spartirono i domini; fra questi, Seleuco, satrapo di Babilonia, diede origine alla dinastia dei Seleucidi, che vi avrebbe regnato sino al 140 a.C. quando furono sconfitti dai Parti.

### I Parti

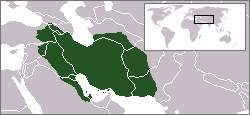
L'impero dei Parti alla sua massima espansione, ca 60 a.C.

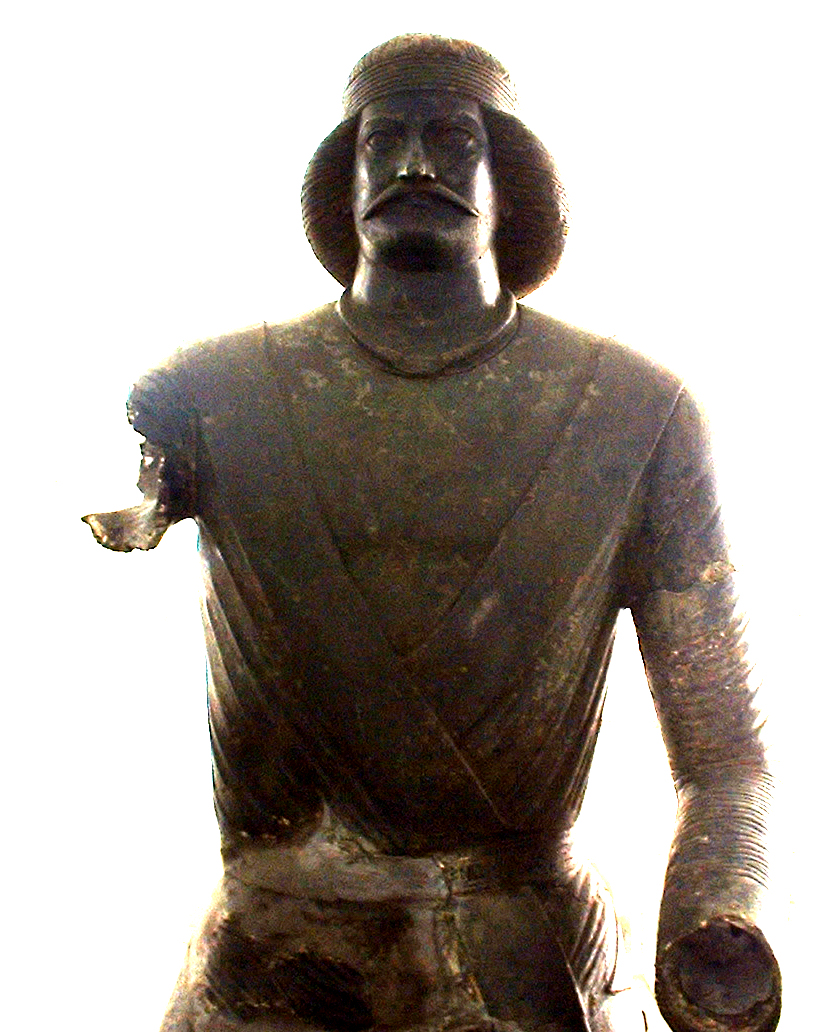
Busto probabilmente raffigurante il Generale Surena

I Parti, cioè i seguaci di Arsace, condottiero dahai, si scontrarono con Demetrio II Nicator, che cercava di ricostruire l'impero seleucide già in decadenza, lo sconfissero e si impossessarono di ciò che di quell'impero restava; Babilonia divenne una loro provincia. Anche Antioco VII Evergète Sidétès provò un'ultima offensiva nel tentativo di ristabilire i domini seleucidi, ma dopo alcuni successi iniziali fu sconfitto definitivamente da Fraate II nei pressi di Ecbatana.
I domini dei Parti furono notevolmente accresciuti da Mitridate I, che si trovò a fronteggiare ben presto uno scomodo vicino, l'altrettanto espansivo impero romano con cui confinava. Con Roma stabilì un patto di non aggressione, per il quale il confine fra i due imperi veniva fissato nel fiume Eufrate.
La Mesopotamia, però, era nel frattempo divenuta importante crocevia commerciale, punto di incontro delle rotte che dalla Cina portavano alla penisola italica, attraverso il Mediterraneo, oppure verso l'Egitto e l'Africa settentrionale, attraverso il Mar Rosso. Ed il controllo sull'area mesopotamica consentiva il controllo sulla Via Reale di Persia, importantissimo canale di comunicazione commerciale e strategica. Non tardarono quindi i Romani ad interessarsene ed a programmare azioni contro i Parti. Nel 53 a.C. una spedizione condotta da Marco Licinio Crasso affrontò i Parti nella assai nota battaglia di Carre e si concluse con la disastrosa sconfitta ad opera del generale (spahbod) Surena.
Per altri tre secoli Romani e Parti si sarebbero battuti per il possesso della Mesopotamia e delle altre aree controllate da questi, con una situazione pressoché di perenne stallo dovuta alle differenze tecniche e tattiche di schieramento delle rispettive armate.
L'impero dei Parti pian piano si volse verso un ordinamento a strutturazione feudale, nel quale ebbe agio di consolidarsi un progressivo accrescimento della classe nobile, al punto che la dinastia regnante, quella degli Arsacidi, perse prestigio e potenza finché nel 224 un vassallo persiano, Ardashir I, si ribellò e due anni dopo catturò Ctesifonte, mettendo fine alla storia dei Parti e instaurando il regno dei Sasanidi.

### I Sasanidi

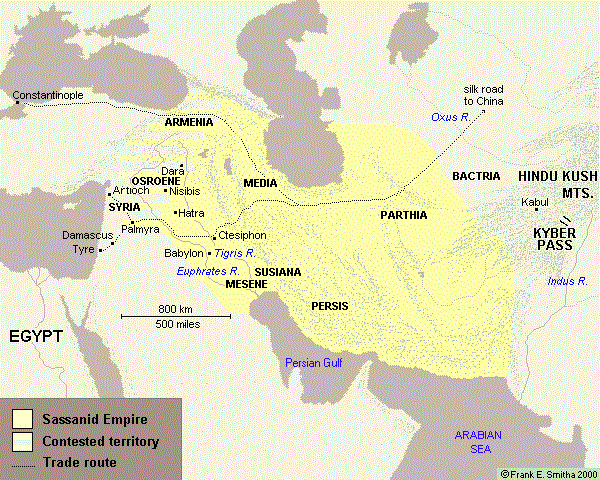
L'impero dei Sasanidi

Ardashir I salì al trono dopo aver sconfitto Artabano IV, Gran Re dell'impero parto; dopo essersi guadagnato l'obbedienza della classe nobile, si proclamò shāhanshāh, ossia "Re dei Re" col nome di Dariardashir (Dario Ardashir). La scelta del nome evidenziava l'intento di far nuovamente rifulgere il prestigio degli Achemenidi, di restaurare perciò un ordinamento precedente a quello di Alessandro Magno e subito si mise al lavoro per ripristinare un'organizzazione fortemente centralizzata e imporre di nuovo l'adozione dello Zoroastrismo quale religione di Stato.
La Mesopotamia fu terreno di scontro con i Romani, e particolarmente travagliate furono le vicende delle città di Nisibi e Carre, vinte e riperse; nel 238, approfittando della guerra civile scoppiata a Roma, Ardashir invase ancora quei territori con l'aiuto del figlio Sapore I, e fu guerra con Roma.
Fu ad Edessa che Sapore I, nel 260, fece addirittura prigioniero l'imperatore romano Valeriano, salvo poi registrare diverse successive sconfitte ad opera di Odenato, Caro e infine Diocleziano i quali si ripresero la Mesopotamia e lo costrinsero a siglare una pace nel 298.

### I Romani e i Lakhmidi
I Romani sottomisero la Mesopotamia con Diocleziano, nel 298, e questa divenne parte dell'impero.
Con i romani si ebbe la cristianizzazione dell'area, in cui furono insediate alcune diocesi.
Parallelamente all'alternanza delle dominazioni dei due imperi concorrenti, si sviluppò localmente (Iraq meridionale) il regno dei Lakhmidi, arabi cristiani della tribù dei Banū Lakhm, i quali dal 266 elessero a loro capitale al-Ḥīra, da molti cantori liricamente considerata un Paradiso in terra. Il regno, in realtà, viveva anche di qualche velleità di espansione, di commerci e di piccole razzie e i Sasanidi nel 325 intrapresero una campagna per neutralizzare i Lakhmidi e altri piccoli regni arabi.
Il re dei Lakhmidi Imru l-Qays chiamò allora in soccorso i Romani, ma i Persiani ebbero la meglio e raggiunsero al-Ḥīra, in cui operarono uno sterminio punitivo. La città fu assegnata all'imperio di Aws ibn Qallam, che la detenne come stato cuscinetto. Caduto in battaglia l'imperatore Giuliano, nel 363 il suo successore Gioviano sottoscrisse un trattato di pace con la Persia di Sapore II nel quale Roma rinunziò all'area della Mesopotamia.

### Gli Arabi
Nel 634 l'area dell'attuale Iraq fu, come altre, conquistata da Khālid b. al-Walīd e Saʿd b. Abī Waqqāṣ (meccani), e da al-Muthanna b. Ḥāritha (capo beduino dei Banū Bakr ibn Wāʾil).
La regione mesopotamica divenne dopo la conquista una wilāya, un governatorato cioè del dominio califfale, ed assunse il nome attuale "ʿIrāq". Gli arabi conservarono memoria dell'etimo allogeno, tanto che seguitarono a lungo a distinguere fa un ʿIrāq ʿarabī, ossia "arabo", ed uno "persiano" ( ʿIrāq ʿajamī ).

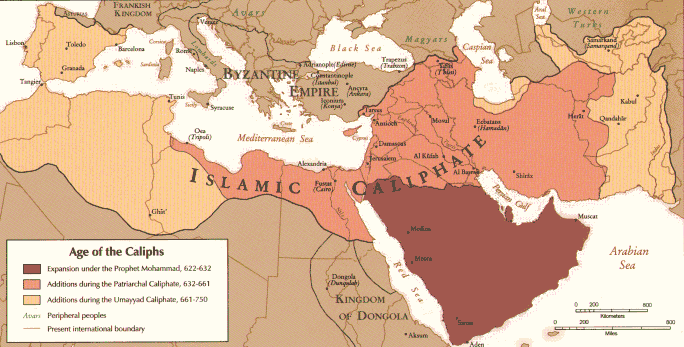
La massima espansione dei possedimenti dei califfi omayyadi, fra la metà del VII secolo e la metà dell'VIII secolo

Con l'arrivo degli arabi, il territorio fu islamizzato. Ai primi califfi "ortodossi" successero gli Omayyadi di Damasco e, dal 750, gli Abbasidi di Baghdad e Sāmarrāʾ (entrambe città dell'Iraq).
Il califfo abbaside al-Manṣūr ordinò la fondazione di una nuova città, che ricevette il nome persiano di Baghdad, ma che fu spesso ottimisticamente chiamata anche Madīnat al-Salām, "Città della pace". Doveva essere situata alla stessa latitudine di Damasco (33,33º), e per questo ne fu fatto individuare il sito da un astronomo persiano e da uno della Giudea. Ultimatane la realizzazione in due anni, nel 762 Baghdād divenne la capitale del califfato ed ebbe uno sviluppo fiorentissimo.

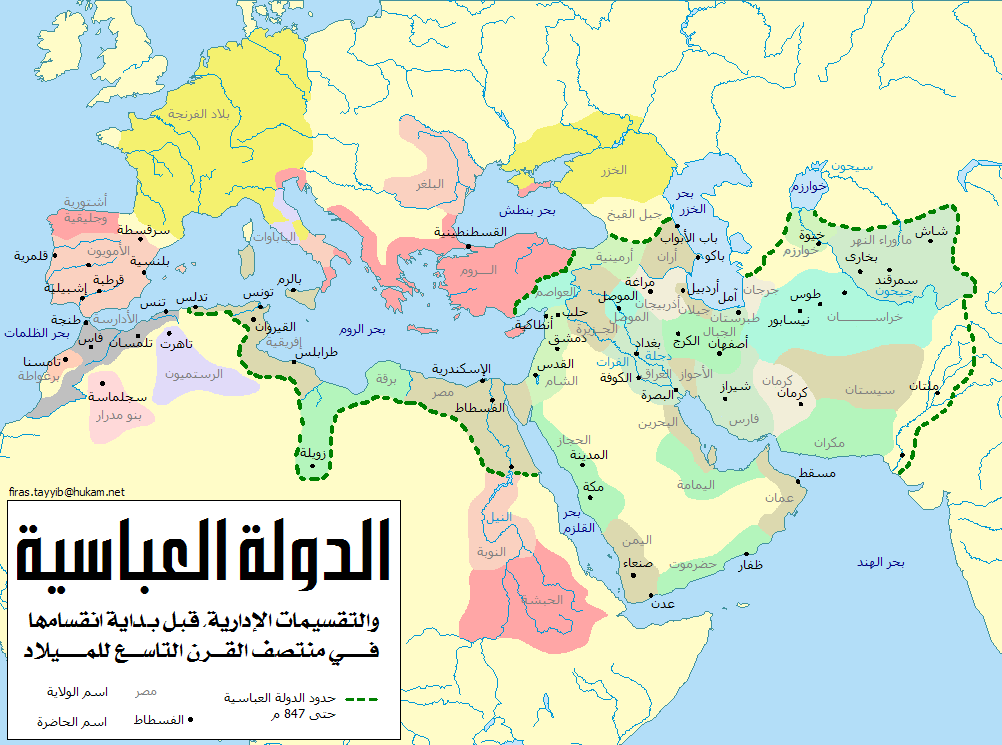
Il califfato abbaside intorno all'VIII secolo

I califfati abbasidi furono di notevole importanza per lo sviluppo delle scienze (in questa fase si sviluppò l'algebra) e delle arti. La munificenza e lo splendore della capitale la resero luogo privilegiato delle storie narrate in diversi racconti de Le mille e una notte, in cui si celebra spesso la generosità e il senso di giustizia di Hārūn al-Rashīd (786-809), il califfo cui si dovette la realizzazione della "Casa della sapienza" (talvolta "casa della saggezza") ( Bayt al-Ḥikma ), il primo abbozzo della grande biblioteca di Baghdad, e della prima università pubblica del mondo islamico.
Con il IX secolo la compattezza del dominio abbaside venne ad affievolirsi e la perdita di notevoli territori, a causa dell'accentuarsi delle spinte particolaristiche e periferiche, oltre alle lotte interne fra i Selgiuchidi (sunniti turchi) e Buwayhidi (sciiti iranici) ed alle rivendicazioni indipendentistiche dei Curdi del settentrione iracheno e iranico, ruppero l'unità della regione, mettendo fine a un periodo nel quale l'Iraq era stato al centro politico e culturale dell'Islam. Tra le tante rivolte, vi fu quella in Egitto di Aḥmad ibn Ṭūlūn, autoproclamatosi Sultano, inaugurando la breve dinastia dei Tulunidi, il quale nell'877 aveva anche occupato parte della Palestina e Siria. Morto nell'884, gli succedette il figlio Khumarawayh, contro il quale gli Abbasidi inviarono nell'892 un'imponente formazione militare, che riuscì ad invadere la Palestina, finendo però sconfitti nella battaglia di Abu Futrus che li costrinse in pratica a rinunciare alla riconquista di quanto sfuggito al loro controllo almeno sino al 904 e alla morte di Khumarawayh.
Il clero crebbe intanto di importanza sino a monopolizzare, o poco meno, il potere politico e quello amministrativo; a cavallo del millennio, ad esempio, il geniale scienziato Alhazen, che nutriva qualche scetticismo in materia di fede, dovette rinunciare alla sua carica di visir della provincia di Bassora ed emigrare verso l'Egitto.
Gli Abbasidi restarono a governare il solo Iraq sino al 1055, quando il selgiuchide Tughril Beg ottenne di essere nominato sultano dal califfo di Baghdad al-Qāʾim, posto sotto un sostanziale protettorato da parte dei Selgiuchidi che ridussero il califfo a un puro simbolo di un'unità politica della Umma (ormai perduta) e religiosa (ormai inattuabile), vista la concomitante esistenza di un califfato fatimide sciita-ismailita.
Solo sotto il califfato di al-Nāṣir (1180-1225) si ebbe una qualche ripresa di vigore da parte abbaside, ma nel 1258 Hülegü Khan mise fine a questo "canto del cigno", conquistando Baghdad e imponendo il dominio mongolo su tutta la regione irachena, saccheggiando la "Città della pace" e sterminando quasi tutta la famiglia califfale.

### I Mongoli
La conquista di Baghdad (anche chiamata "marcia su Baghdad") fu un'impresa militare di notevole imponenza, probabilmente la più impegnativa della storia dell'esercito mongolo, che Hülegü intraprese col pretesto di non aver avuto soddisfazione dal califfo al-Mustaʿṣim circa una sua richiesta di truppe, al fine di conquistare la regione iranica del Luristan.
L'impresa fu preannunciata da un'inquietante espressiva minaccia che Hülegü inviò al califfo:
I Mongoli con il solo terrore ispirato dalla loro ben nota ferocia avevano sgominato gli Assassini senza bisogno di combattere, essendosi questi precipitosamente consegnati al loro avversario ad Alamūt pur di essere risparmiati dalla loro furia. Il califfo abbaside invece, forte di 500.000 uomini, decise di resistere e Baghdad fu per questo assediata.

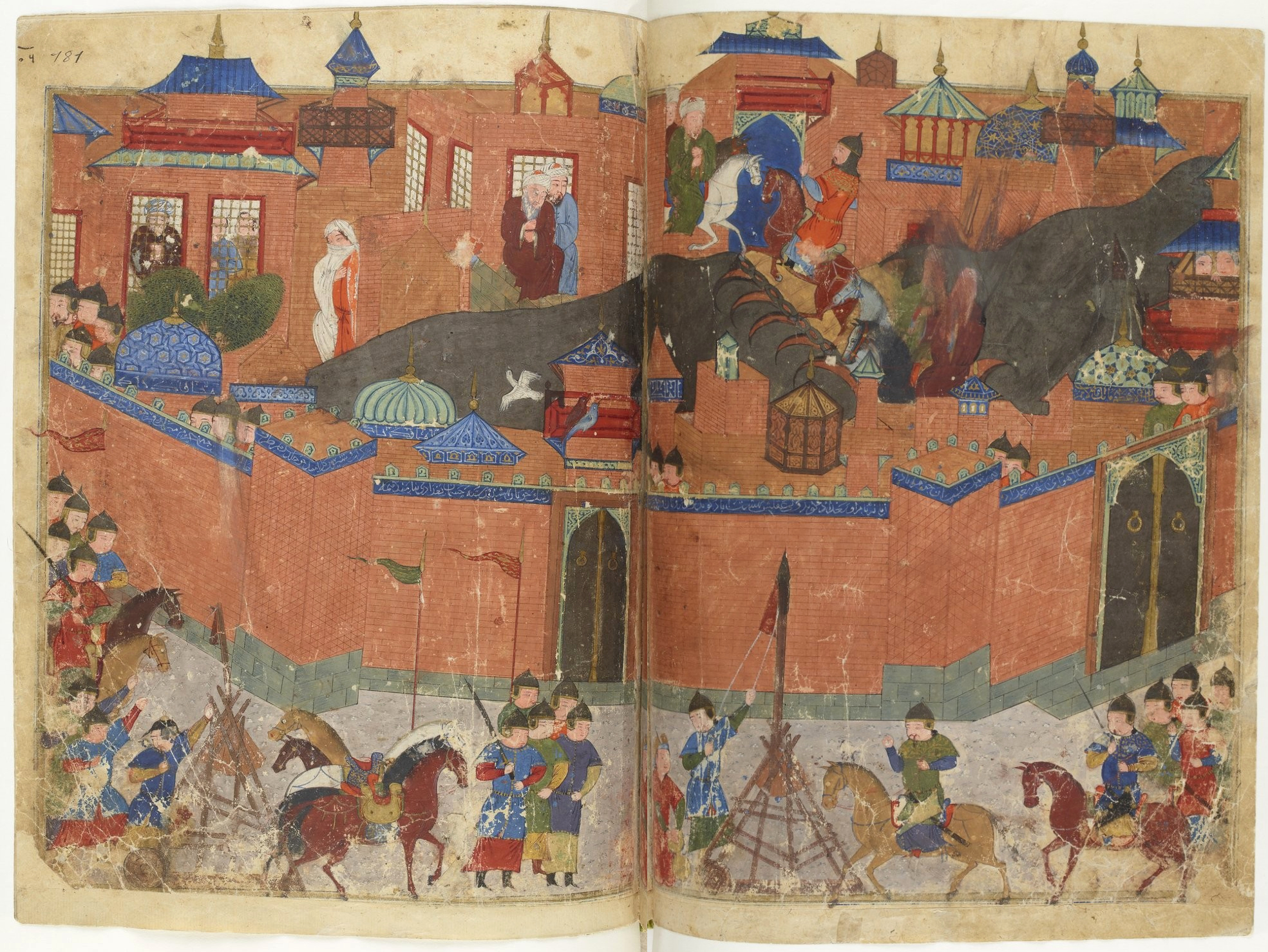
Una raffigurazione dell'assedio mongolo di Baghdad

Dopo 12 giorni Baghdad fu presa e subito dopo ne cominciò il saccheggio. In questa occasione fu devastata la Grande Biblioteca di Baghdad, insieme a un grandissimo numero di moschee. Furono distrutte diverse opere architettoniche che ricordavano le grandezze, sia quelle remote sia quelle recenti, del califfato.
Parte dei resoconti della presa di Baghdad ci viene da Marco Polo e da un noto brano de "Il Milione" in cui egli narrò di come «negli anni Domini MCCLV lo Gran Tartero, ch'aveva nome Alau, fratello del signore che in quel tempo regnava , ragunò grande oste, e venne sopra lo califfo in Baudac, e presela per forza». L'impresa è definita "grande fatto", sia poiché in Baghdad vi sarebbero stati «centomilia cavalieri sanza li pedoni», sia perché il bottino sarebbe stato memorabile: una torre d'oro e d'argento ed un altro tesoro «tanto che giammai non se ne trovò tanto insieme». Nel racconto, per come esso giunse in Oriente e poi fu riferito dall'italiano, si afferma che Alau si sarebbe sorpreso che il signore locale non si fosse munito di più numerosi soldati e che avesse raccolto tanti tesori: «Califfo, da che tu ami tanto l'avere, io te ne voglio dare a mangiare» e lo fece rinchiudere nella torre senza acqua e senza viveri («Ora ti satolla del tuo tesoro»), ove sarebbe morto dopo quattro giorni.
Il racconto de Il Milione è ovviamente da prendere con le dovute cautele, ma il libro contiene altri interessanti riferimenti riguardanti l'Iraq, piccoli cenni che valsero per gli europei una sia pur minima conoscenza di questo paese. Si racconta ad esempio di una Baghdad importante e dedita ai commerci in quel Golfo Persico che probabilmente era considerato alla stregua di un grande fiume che conduceva al "Mare d'India", così come in un lontano passato era avvenuto ai Sasanidi. La capitale ospitava «'o califfo di tutti li saracini del mondo» e vi si producevano «lavori di seta e d'oro in drappi a bestie e uccelli». Di Basra (Bassora), si nota che vi nascevano i migliori datteri del mondo, mentre a Mosul è dedicato un piccolo capitolo, il XVIII ("Del reame di Mossul"), col quale il lettore è introdotto a un'approssimativa conoscenza dell'Islam e del rapporto fra le religioni, nonché a un equivoco che godrà di un discreto quanto ingiustificato successo, quando afferma: «v'ha una gente che si chiamano Arabi, che adorano Malcometto. Un'altra gente v'ha che tengono la legge cristiana, ma non come comanda la Chiesa di Roma, ma fallono in più cose. Egli sono chiamati nestorini e iacopini». E "Il Milione" svela che i panni di seta e d'oro erano chiamati "mosolin" (così come i mercatanti che li vendevano) provenivano da questo reame.
Poco dopo la presa di Baghdad, la guerra civile avrebbe cominciato a minare l'impero mongolo e l'Iraq sarebbe presto entrato nell'orbita dello Stato ilkhanide creato da Hülegü e che durò fino alla prima metà del XIV secolo, passando poi sotto il brevissimo controllo jalayride, quindi della confederazione turcomanna dei "Montoni Bianchi" (Ak Koyunlu), l'effimera parentesi dei Timuridi, discendenti di Tamerlano (seconda metà del XIV secolo) e dei Kara Koyunlu ("Montoni Neri").
Fu quindi il turno assai breve dei Safavidi (1508-1534), sotto i quali si ebbe la prima spartizione del Kurdistan (1514) per effetto della battaglia di Čaldiran, finché nel 1534 il sultano ottomano Solimano il Magnifico prese infine Baghdad che, tuttavia, non tornò mai più ad essere la metropoli che era stata in periodo abbaside, riducendosi a città periferica della provincia ottomana dell'Iraq.

### Gli Ottomani

L'avanzata dell'impero ottomano

Sotto gli Ottomani l'Iraq fu un distretto amministrativo retto da un pascià, nominato dal governo centrale di Istanbul.
Decadde l'antico splendore del territorio, oscurato da una decadenza cui le continue guerre fra Turchi e Persiani contribuivano negativamente, anche con temporanee riconquiste come quella persiana durata dal 1623 al 1638. Il confine fra Persia ed Iraq ottomano fu fissato nel 1639, con il trattato di Qasr-e Shirin (o di Zuhab) e rimase sostanzialmente invariato sino ad oggi.
La conflittualità si estese ai rapporti fra sciiti e sunniti. Si dovette attendere l'Ottocento perché qualche segnale di attenzione giungesse da Istanbul.
Nel XIX secolo infatti l'autonomia lasciata ai pascià (sempre più legati ai Mamelucchi) aveva consentito il formarsi di poteri significativi dei leader di comunità tribali, che nelle rispettive conflittuali frammentazioni a loro volta consentivano l'affermarsi degli emiri curdi nell'Iraq settentrionale.
L'alluvione di Baghdad del 1831 pose fine al pascialato mamelucco di Dawud (1816-1831) e a una stagione di riforme, investimenti e iniziative di riordino che questo pascià aveva intrapreso: il disastro richiamò Mahmud II, sultano ottomano, che vi impose governi di più diretto controllo, sebbene caratterizzati da estrema instabilità.

## L'epoca coloniale

### Midhat, l'ultimo pascià

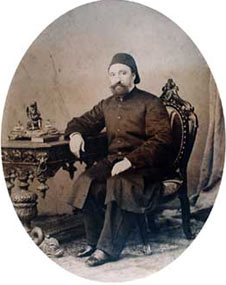
Midhat Pascià

Nel 1869 fu nominato pascià Midhat, che si applicò in un disegno di modernizzazione in senso occidentale dell'area irachena. Il suo impegnativo programma di riforme (tanzimat) tendeva alla riorganizzazione dell'esercito, alla secolarizzazione della scuola, all'aggiornamento degli ordinamenti giuridici ed al risanamento delle strutture amministrative. Inoltre, promosse l'insediamento stabile delle tribù nomadi, attraverso una cessione di favore di alcuni territori ai rispettivi shuyūkh.
Contrastate dal gran visir Mahmud Nedim, le grandi iniziative si tradussero nel sorgere presso la popolazione di un forte sentimento nazionalista arabo, in qualche misura alimentato dalle influenze coloniali di alcune potenze europee fra le quali la Germania (che aveva interessi economici nella realizzazione di industrie e ferrovie nel paese), la Francia e la Gran Bretagna.

### Una colonia in palio
Fu soprattutto fra tedeschi e britannici che si condusse lo scontro per l'economia dell'Iraq, e passò attraverso la gara all'acquisizione delle commesse ferroviarie e delle concessioni petrolifere. Per i britannici l'area assumeva anche un grande rilievo strategico, trovandosi sul corso della via delle Indie, ciò che rendeva il Golfo Persico di vitale importanza. Il 27 luglio 1914 britannici e tedeschi sottoscrissero un accordo con il quale i tedeschi si riservavano il controllo delle ferrovie, mentre i britannici guadagnavano l'esclusiva sul controllo del traffico navale nelle acque del Golfo Persico.
Allo scoppio della prima guerra mondiale l'Impero ottomano si schierò con la Germania; l'Iraq divenne strategicamente importante. Il 22 novembre 1914 le truppe anglo-indiane sbarcarono a Bassora con la «Mesopotamia Expeditionary Force» (MEF), un corpo creato ad hoc con unità provenienti dalle forze stanziate in India e con sede a Mumbai.
Le truppe avanzarono con obiettivo Baghdad, ma la loro offensiva fu bloccata prima di arrivare alla città sul Tigri. Una parte di esse, al comando del maggiore-generale Charles Townshend, fu messa sotto assedio a Kut al-'Amara (1915) e fu costretta a capitolare (aprile 1916). L'esercito britannico subì 23.000 tra morti e feriti.
Il 16 maggio 1916, il britannico Sir Mark Sykes e il francese François Georges-Picot siglarono in segreto gli accordi Sykes-Picot con i quali le due potenze si spartivano gli interessi sulla regione; Parigi avrebbe avuto mano libera sulla Siria e sul vilayet di Mosul, Londra invece sul resto dell'Iraq. Pochi mesi dopo riprendeva l'offensiva inglese su Bagdad. Le truppe britanniche, guidate dal generale Stanley Maude, l'11 marzo 1917 conquistarono Bagdad. Nel Regno Unito, le questioni relative all'Iraq, allora chiamato Turkish Arabia, furono delegate al governo coloniale indiano sino al febbraio 1921.

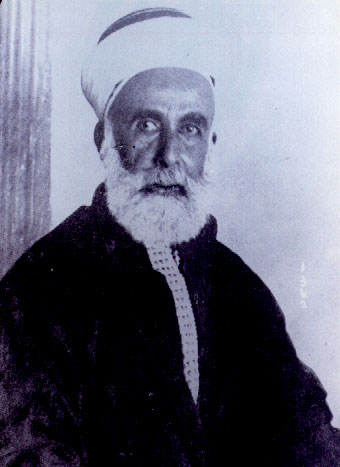
Lo Sceriffo di Mecca al-Husayn b. ʿAlī

Nel frattempo si ebbe la Grande rivolta araba (1916), guidata dallo Sceriffo hascemita di Mecca al-Husayn b. ʿAlī e fomentata da Londra. Con la promessa dell'indipendenza in caso di successo, gruppi arabi indirizzati dal generale inglese Edmund Allenby e coordinati da Lawrence d'Arabia mossero insieme alle truppe britanniche contro i Turchi, la cui fanteria fu facilmente sbaragliata e scacciata dai territori dell'Arabia.
Nel 1918, il 30 ottobre, gli ottomani siglarono con la Gran Bretagna l'armistizio di Mudros dopo il quale i britannici mossero a nord verso Mossul, che presero ai francesi, ottenendo in pratica il dominio su tutto l'Iraq. In una dichiarazione congiunta Francia e Gran Bretagna auspicarono l'indipendenza delle nazioni già schiave dell'impero ottomano.
Dopo la fine della guerra, nel 1919, i destini dell'area sarebbero stati definiti negli accordi di Londra fra David Lloyd George e Georges Clemenceau. Emerse il veto degli Stati Uniti di Woodrow Wilson e fu rilevante l'ostilità popolare per frenare la manovra inglese per rendere direttamente l'Iraq una colonia. Perciò alla Conferenza di pace di Parigi si decise di considerare l'Iraq oggetto di un mandato di "classe A".
Ulteriori precisazioni del mandato si definirono nella Conferenza Internazionale degli Stretti, che si tenne in Italia, a Sanremo, dal 19 al 26 aprile 1920 e nel Trattato di Sèvres del 10 agosto dello stesso anno, che raccoglieva anche gli esiti della rivolta araba. Sensibile fu il malcontento dell'Italia, parte dell'alleanza vincitrice della guerra, per l'esclusione dai meccanismi di controllo geopolitico, in quanto la parte germanica fu attribuita alla Francia. Nell'estate si ebbe anche una rivolta, a capo della quale vi erano teologi sciiti e sceriffiani; la rivolta fu domata a fatica dai britannici in autunno.

## Origini della questione curda

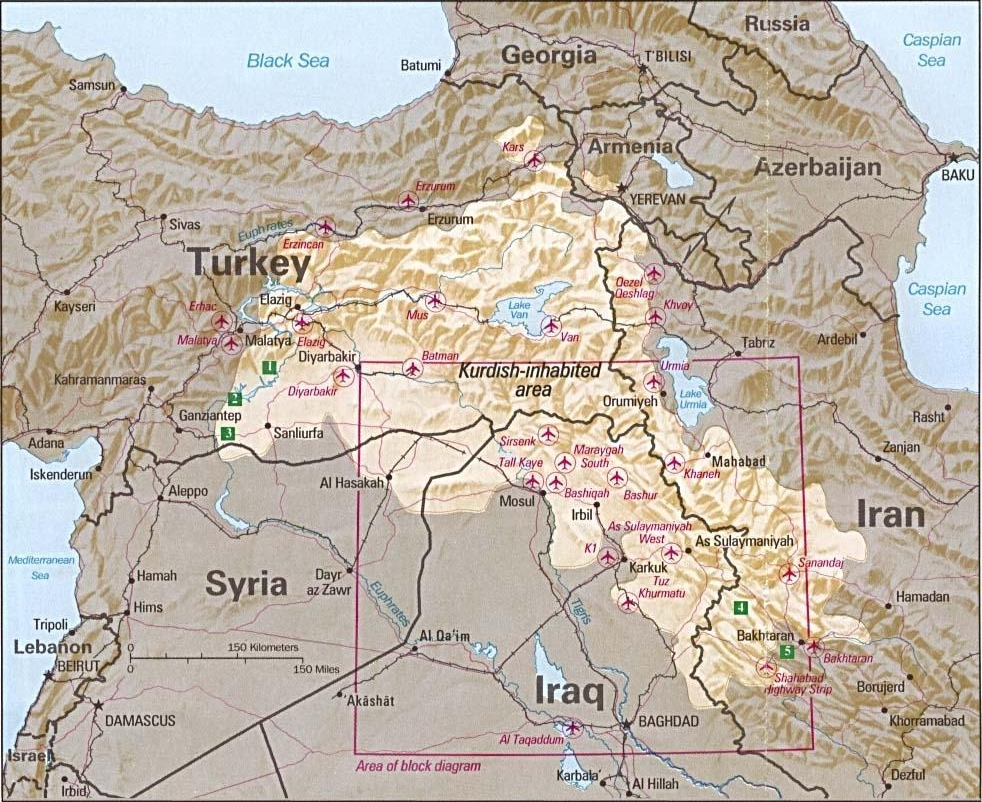
Il Kurdistan

Il Kurdistan, regione etnica il cui territorio risultava diviso fra diversi Stati, avrebbe dovuto ottenere l'indipendenza; rappresentanti delle popolazioni curde avevano richiesto alle potenze vincitrici il loro appoggio per le loro istanze indipendentistiche subito dopo la cessazione del conflitto mondiale, e già il 1º dicembre 1918 il colonnello britannico Arnold Wilson aveva incontrato a Sulaymāniyya esponenti curdi, promettendo loro sostegno. I rapporti con i curdi restavano però tesi e lo sceicco Mahmūd Barzanjī (in lingua araba Bārzānī), a capo di alcuni gruppi curdi, organizzò azioni militari contro i britannici, i quali fecero intervenire la Royal Air Force per sedare le rivolte con i bombardamenti.

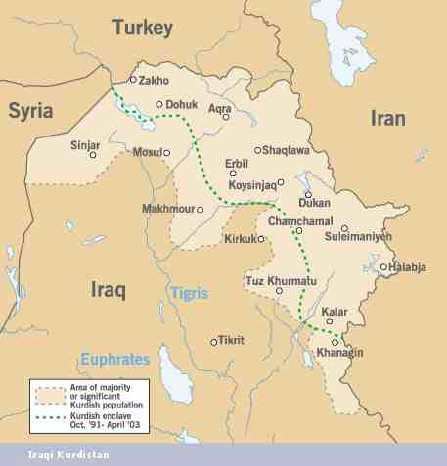
Il Kurdistan iracheno (rif. 2003)

Mandato in esilio in India Mahmūd Barzanjī, più di 60 leader curdi presentarono la richiesta di uno Stato curdo indipendente sotto mandato britannico. Nel 1922 Barzanji fu rimpatriato, gli fu assegnato un potere di rappresentanza dei curdi, ma ben presto proclamò il regno del Kurdistan e se ne pose a monarca. Londra accettò il fatto, nella convinzione di potere, attraverso il nuovo Kurdistan, installare uno Stato cuscinetto fra la Turchia e l'Iraq, che si avviavano a dominare. Tuttavia, l'affermazione di uno Stato curdo non incontrava i loro interessi, nel timore di spinte emulative in altre regioni irachene in fermento, come Baghdad e Bassora.
Nel frattempo, era in corso la guerra greco-turca (1919-1922), conclusasi malamente per la Grecia e chiusa con il Trattato di Losanna (24 luglio 1923) che riconosceva alcune istanze turche; in particolare, consolidò il possesso turco su una parte del Kurdistan, impedendone quindi l'unificazione.

## Mandato britannico e Regno dell'Iraq

### Nascita del Regno dell'Iraq

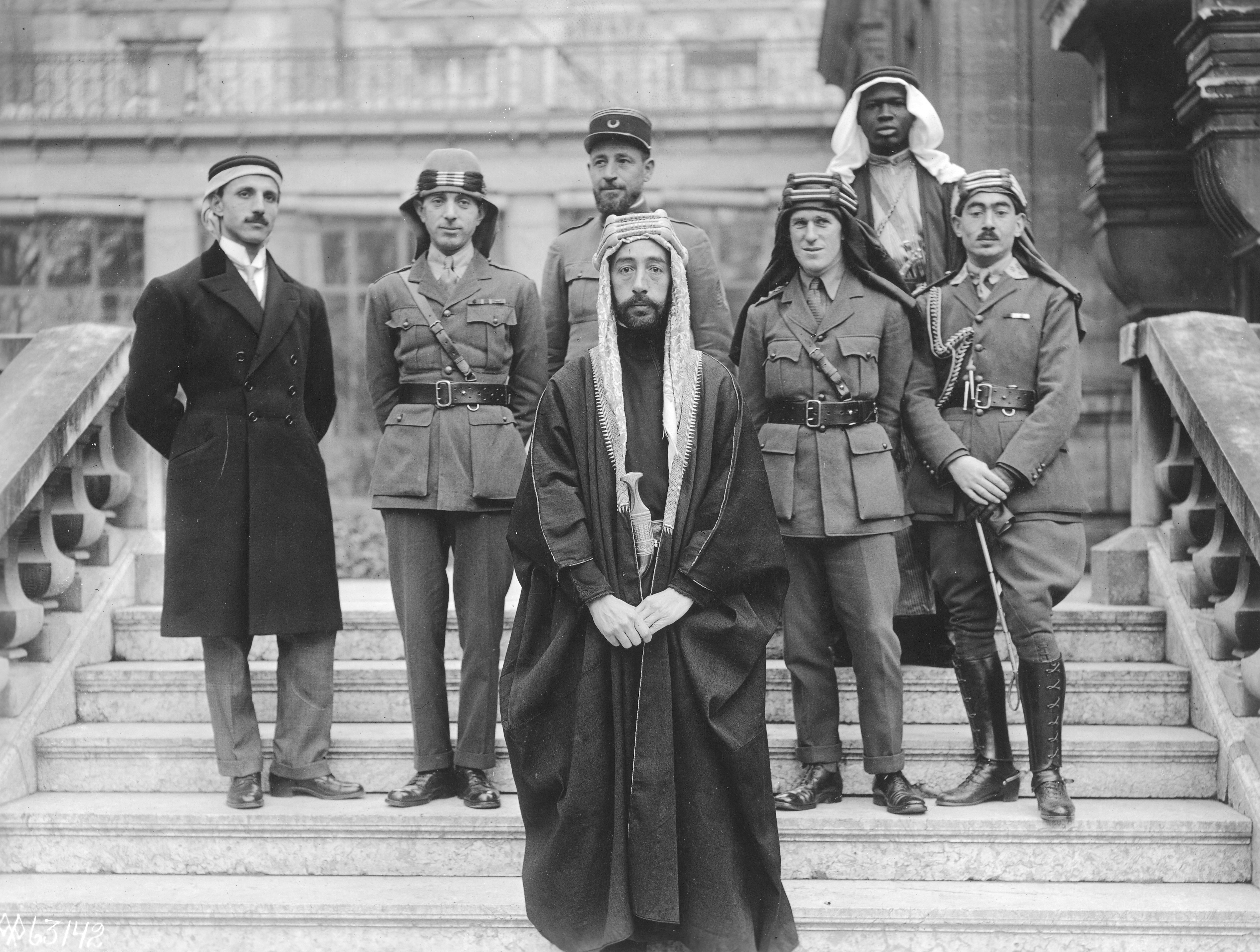
L'allora Emiro Faysal a un ricevimento da lui organizzato a Versailles durante la Conferenza di Pace di Parigi del 1919.

Nell'agosto del 1921, nell'Iraq ormai in mani britanniche, fu istituito il Regno dell'Iraq, e ne fu posto a capo lo hāshemita Faysal ibn al-Ḥusayn. La decisione era effetto della conferenza del Cairo del 1921, cui aveva partecipato anche Churchill, ministro delle Colonie britannico, e nella quale si optò per un colonialismo indiretto, coperto da un apparato arabo.
Il nuovo sovrano, in gioventù esponente di al-Fatāh (La giovane), e nel 1919 capo della delegazione araba alla Conferenza di pace, era già stato per un brevissimo tempo re della Siria, sino a che l'applicazione dei trattati di pace non rese la Siria alla Francia che, dovendola comunque prendere militarmente, inviò Faysal in esilio dopo la Battaglia di Maysalun. Fu scelto principalmente in quanto figlio di al-Ḥusayn ibn ʿAlī, Sharif di Mecca ed al tempo re del Hijāz, autore principale della rivolta araba del 1916. Formalmente la nomina avvenne a seguito di un plebiscito gestito ed organizzato dal Colonial Office britannico.
Il regno di Faysal, subito bisognoso di consolidare il consenso, si avviò con grandi aperture verso le gerarchie militari (che sino ad allora avevano servito nell'esercito ottomano) e verso i sunniti (che esercitavano una leadership su importanti centri come Bassora, Baghdad e Mossul). Ai sunniti delle regioni centro-settentrionali, agli sciiti e ai curdi andò incontro consentendo, su licenza britannica, un certo grado di autonomia politica, amministrativa e fiscale. I rapporti di forza videro consolidarsi un'influenza sunnita (e in parte curda) su governo ed esercito, e una prevalenza sciita (e in minor misura sunnita) sul parlamento.
I ceti bassi si trovarono senza significativa rappresentanza, e fra questi prese a distinguersi la classe degli efendiyya (da Efendi, "Signore"), che si componeva anche di un proletariato urbano in via di occidentalizzazione. Ma tanto gli efendiyya quanto le altre componenti sociali, si trovavano unite nel perseguire con entusiasmo gli ideali del Panarabismo.
Il regno patì spinte secessionistiche nelle regioni sciite dell'Eufrate, oltre che al nord fra le tribù curde. Queste ultime spingevano per ricondurre Mossul verso la Turchia, le cui forze armate appoggiarono i curdi in alcuni scontri antibritannici. Faysal operò perché il mandato britannico fosse convertito in un trattato di amicizia o di alleanza fra i due paesi.
Il trattato anelato avrebbe previsto che il re garantisse gli interessi britannici nella regione e che ad alcuni pubblici uffici fossero assegnati funzionari britannici. In cambio Londra avrebbe garantito assistenza militare ed altre provvidenze, tra le quali l'ausilio tecnico nella formazione di un esercito iracheno (che fu concepito e sarebbe poi stato sfruttato come un cruciale strumento di controllo del paese).
Nel 1924 fu riunita un'assemblea costituente i cui lavori produssero una costituzione per la quale il re poteva sciogliere il parlamento, convocare i comizi per le elezioni e nominare il Primo ministro. Nel 1925, mentre Mossul veniva riguadagnata all'Iraq, si tennero le prime elezioni; nello stesso anno furono elargite le prime concessioni per la ricerca e l'estrazione del petrolio a una compagnia straniera, e riguardavano zone prossime a Baghdad e a Mossul. Le ricerche sarebbero iniziate nel 1927. Faysal inoltrò al governo britannico ripetute pressioni perché il Regno Unito appoggiasse la richiesta irachena di ammissione alla Società delle Nazioni.
Il petrolio fu trovato poco dopo a Baba Gurgur, nei pressi di Kirkuk. Le richieste di Faysal per l'ammissione alla S.d.N. non furono considerate dai britannici se non nel 1930, che era anche l'anno di scadenza del mandato. L'atteso trattato anglo-iracheno fu siglato il 30 giugno ed in questo era compresa la sostituzione dell'Alto Commissario con un ambasciatore. Formalmente l'Iraq raggiungeva quindi il rango di Stato libero ed indipendente. L'ammissione alla S.d.N. sarebbe stata concessa nell'ottobre del 1932 ma Londra conservava basi militari esclusive nel paese.

### Ghāzī
Quantunque sotto una forte influenza britannica di fatto, il regno di Faysal mosse i primi timidi passi come stato sovrano, ma il re morì l'8 settembre 1933 e gli successe il figlio Ghāzī I.
Ghāzī, che era stato per lungo tempo la persona più vicina al nonno al-Ḥusayn ibn ʿAlī, il grande Sharīf di Mecca, era discretamente favorevole al panarabismo e sognava, come il padre, l'unità del mondo arabo (magari sotto la sua guida, cioè di un hascemita). Individuò per i suoi fini l'esercito come l'unico strumento possibile per acquisire - grazie alla preparazione tecnologica acquisita proprio in Gran Bretagna - la piena indipendenza del paese (che aveva una sovranità sostanzialmente limitata) e per avviare una politica di riforme "all'occidentale", non esente da forme di autoritarismo.
Appena iniziò a regnare, le spinte panarabe si fecero più intense e nelle forze armate cominciò a prendere forma e consistenza un gruppo di potere denominato "Quadrato d'oro" (al-Tarbīʿa al-dhahabiyya). Londra disponeva ancora di un'ingente presenza militare nel paese, ufficialmente per garantire la sicurezza della "via delle Indie", in realtà per mantenere un controllo efficace sugli interessi petroliferi; ottenuta l'indipendenza, le forze armate irachene vennero a trovarsi in naturale disagio per la compresenza dei "colleghi" europei e la reazione ostile fu pressoché fisiologica.
Nel 1936 il generale curdo Bakr Ṣidqī, comandante in capo dell'esercito, mise in atto un tentativo di imprimere una svolta politica in senso nazionalistico all'Iraq, ponendosi in contrasto con il primo ministro Yāsīn al-Hāshimī; il golpe prevedeva la sostituzione di al-Hāshimī col turcomanno Hikmet Suleymān. Ghāzī I fu l'ispiratore di questo golpe e foraggiò il Quadrato d'oro, che vedeva come perfetto esecutore delle sue idee nazionalistiche panarabe e perfino riformistiche (nel senso di "tecnologicamente" riformistiche, non tanto "politicamente" riformistiche). Favorì pertanto il "pronunciamento" militare di Bakr Ṣidqī, ma questi lo deluse, non tanto perché curdo, ma perché si dimostrò assai poco propenso al nazionalismo panarabo e, semmai, più favorevole a un puro nazionalismo iracheno, sulla falsariga di quanto poi sarebbe accaduto nel 1958 con ʿAbd al-Karīm Qāsem.
Il potere di Ṣidqī durò sino al 12 agosto 1937, quando fu assassinato. Senza più il suo protettore, Suleymān si dimise, venendo sostituito dal monarchico Jamīl al-Midfāʿī, al suo terzo incarico.
Poco prima dell'omicidio di Ṣidqī, l'8 luglio, l'Iran, la Turchia, l'Iraq e l'Afghanistan avevano firmato il trattato di Saʿdābād che tra l'altro prevedeva un coordinamento della lotta alla "sovversione" dei curdi.
Nel febbraio-marzo del 1939, l'Iraq prese parte, insieme alla conferenza della tavola rotonda di Londra. La conferenza, sollecitata dalla Gran Bretagna, mirava al raggiungimento di un accordo che potesse risolvere la grave crisi che riguardava la Palestina, in cui si contrapponevano sionisti ed arabi. Oltre alla Gran Bretagna, che esercitava il mandato, ed oltre a sionisti ed arabi palestinesi, erano stati invitati Iraq, Arabia Saudita, Egitto, Transgiordania e Yemen. La conferenza si sciolse peraltro con un nulla di fatto, non raggiungendosi alcuna mediazione sulla Palestina, ma la circostanza della convocazione di questi paesi "esterni" diede adito a diverse interpretazioni, delle quali quella preferita dai panarabi era proprio quella di un riconoscimento di fatto della "grande nazione araba", presto o tardi destinata all'unificazione. Data l'imminenza della guerra in Europa, l'implicito riconoscimento avrebbe anche ottenuto l'effetto collaterale di attrarre il movimento panarabo verso un rapporto privilegiato con il Regno Unito, anziché verso la Germania; aperture britanniche in questo senso furono in seguito ribadite (1941) dal responsabile del Foreign Office Anthony Eden, che parlò di "pieno gradimento" di un progetto di unità degli arabi.
Re Ghāzī, che nel frattempo aveva aperto radio Qaṣr al-Zuhūr (Palazzo dei Fiori) a fini di propaganda, avanzò delle rivendicazioni sul già promettente Kuwait che, secondo alcuni precedenti amministrativi ottomani, sarebbe dipeso dal vilayet di Bassora e, quindi, dall'Iraq. Il giovane re morì in un incidente stradale, il 4 aprile 1939. L'incidente diede adito a diverse congetture tendenti a considerarlo un omicidio politico, molte delle quali convergenti sulla ipotesi che il Kuwait potesse esserne il movente ed il potente filo-britannico Nūrī al-Saʿīd (già ispiratore del governo deposto da al-Ṣidqī) l'eventuale mandante, anche se al di là di insistenti voci, nulla di storicamente dimostrabile può essere invocato in sostegno d'una tesi di questo genere.
Del re si era anche detto, da fonti inglesi, che fosse filo-nazista; di certo l'Iraq aveva dovuto, nel settembre dello stesso anno, rompere le relazioni con la Germania di Hitler, in forza del trattato anglo-iracheno anche se - al pari di tutti i nazionalisti arabi che vivevano sotto la sovranità diretta o indiretta britannica - il "nemico" di Londra non poteva che essere visto come "amico".
A succedere a Ghāzī fu un principe ereditario, Faysal II, di appena quattro anni, e si dovette ricorrere alla reggenza dello zio ʿAbd al-Ilāh, figlio di ʿAlī b. al-Husayn.

### Influenze britanniche
Allo scoppio della seconda guerra mondiale, il primo ministro era Nūrī al-Saʿīd, che dirigeva un gabinetto apertamente filobritannico. L'uccisione l'8 gennaio del 1940 di Rustem Ḥaydar, ministro delle finanze e amico intimo del primo ministro, fu un grave segnale del montante sentimento anti-britannico. Il 31 marzo del 1940 Nūrī al-Saʿīd fu sostituito con il leader del Partito della Fratellanza Nazionale Rashīd ʿAlī al-Kaylānī (al suo secondo incarico), il quale volse la politica irachena a un atteggiamento non collaborativo verso il Regno Unito. Mise in atto manovre ostruzionistiche militari in danno dell'esercito inglese, e rifiutò di rompere le relazioni con l'Italia, che nel frattempo era entrata in guerra. al-Kaylānī ricercò anzi il contatto con la Germania per guadagnarne il sostegno al suo governo.
Baghdad prometteva a Berlino l'esclusiva delle concessioni petrolifere in cambio del sostegno dell'Asse sui diritti all'indipendenza e all'unità politica degli Stati arabi, come pure del diritto ad affrontare il problema degli ebrei che vivevano nei territori arabi. Londra impose sanzioni economiche sull'Iraq. Il consenso di cui godeva in patria al-Kaylānī cominciò a scemare, sia a causa delle sanzioni, sia perché le vittorie inglesi sulle truppe italiane in Nord Africa destavano incertezze sulle nuove alleanze che si andavano coltivando.
Il reggente, sotto pressione dei britannici, sollecitò ed ottenne le dimissioni di al-Kaylānī, nel gennaio del 1941. L'incarico fu quindi attribuito al generale Ṭāhā al-Hāshimī, ma dopo pochi mesi, il 2 aprile, l'esercito coordinato dal Quadrato d'oro mise a segno un colpo di Stato con il quale destituì il reggente, sostituito dall'emiro Sharaf, e richiamò al governo al-Kaylānī. Il golpe ebbe l'appoggio esterno della Siria collaborazionista del generale Dentz che mise a disposizione armi e, su richiesta di Pétain e dell'ammiraglio Darlan, aprì una base aerea per la Luftwaffe.

## La guerra anglo-irachena
Preso il potere, il Quadrato d'oro inviò l'artiglieria sulla base aerea della RAF ad al-Habbāniya. Immediatamente dopo, il 18 aprile, truppe britanniche sbarcarono a Bassora. La guerra anglo-irachena ebbe inizio.
L'Iraq era strategicamente importantissimo per la Gran Bretagna e per i suoi alleati, essendo la principale risorsa per l'approvvigionamento di petrolio, oltre che trovarsi proprio criticamente fra Egitto ed India. Churchill diede quindi molto peso all'intervento e diede ordine al generale Archibald Wavell di proteggere la base di al-Habbāniya e poi muovere verso Baghdad. Le forze dell'Asse non intervennero, almeno significativamente, lasciando soli gli iracheni contro avversari numerosi e ben armati. Il 13 maggio giunsero 30 aerei tedeschi, transitati per la Siria, in appoggio agli iracheni, ma il 19 furono abbattuti dai britannici che espugnarono anche Fallūja.
In circa un mese di lotta disperata gli iracheni provarono a fermare senza successo l'avanzata britannica (anche facendo saltare delle dighe), ed alla fine al-Kaylānī dovette riparare a Berlino. Con l'armistizio seguitone il 31 maggio, l'Iraq fu sottoposto ad un rigido controllo del console britannico, mentre a Baghdad venivano reinsediati il Reggente e un nuovo governo di Nūrī al-Saʿīd (1º giugno). Tutti i generali del Quadrato d'Oro furono ricercati, arrestati e condannati a morte. La polizia fu disarmata, fu imposta la censura e fu vietata la costituzione di partiti politici.

## Guerra, dopoguerra e nuove guerre...
Dopo la "normalizzazione" britannica, l'Iraq riprese a fornire petrolio per le forze dell'alleanza angloamericana e funse da base di collegamento per gli scambi di armi con l'URSS nonché da trampolino per l'attacco alla Siria, in appoggio delle formazioni di Francia Libera. Inglobato nell'alleanza, l'Iraq dichiarò guerra alla Germania il 17 gennaio 1943.
Concluso il conflitto mondiale, si ebbero nuovamente dei disordini nella regione curda, e si disse che fossero stati alimentati dall'Unione Sovietica; i britannici inviarono truppe a presidio del paese. Nel 1947 prese corpo un'iniziativa della Federazione degli Stati Arabi che tendeva all'unificazione dell'Iraq con la Transgiordania; Nūrī al-Saʿīd appoggiò l'iniziativa ed iniziarono trattative che condussero nel mese di aprile alla firma di un trattato di alleanza diplomatico-militare col re della Transgiordania ʿAbd Allāh b. al-Husayn. Dopo le elezioni, tenutesi nel mese di marzo, il premier si dimise ed al suo posto fu incaricato Sālih Jabr, il primo premier sciita.
Nel 1948, dopo la sigla il 15 gennaio del trattato di Portsmouth, l'Iraq aderì alla Lega araba. In Palestina, il 14 maggio dello stesso anno, Israele si autoproclamò stato indipendente, lo stesso giorno gli eserciti di Egitto, Siria, Libano, Iraq e Transgiordania, lo attaccarono militarmente, dando il via alla terza fase della guerra arabo-israeliana. Il neonato esercito israeliano, lo Tsahal, costrinse le forze arabe ad arretrare. La guerra terminò poi con la sconfitta araba nel maggio del 1949 e produsse circa 700.000 profughi arabi; in direzione contraria, la maggior parte degli 80.000 ebrei della Mesopotamia in breve tempo si trasferirono in Israele.
Negoziato un armistizio tramite la Transgiordania, l'Iraq fu poi, con la Lega araba, impegnato nel boicottaggio economico di Israele, per il quale il petrolio servì di potente strumento di pressione.
Nel 1952 Fayṣal II raggiunse la maggiore età e cominciò a regnare autonomamente, congedando il reggente. Nello stesso anno venne rinegoziato l'accordo di concessione alla Iraq Petroleum Company, vantaggiosamente per lo stato, il quale ottenne maggiori royalties e una quota del prodotto. L'anno si concluse con un'altra violenta protesta che nel 1953 avrebbe costretto a due mesi di legge marziale, con l'impiego dell'esercito in funzioni di ordine pubblico.
Nel frattempo si sviluppò l'Agenzia per lo Sviluppo, ente governativo insediato nel 1950, uno dei cui principali progetti era la protezione dalle inondazioni della depressione di Wādī al-Tharthar; per questa importante opera di ingegneria idraulica, comprendente la derivazione di acque del Tigri verso Sāmarrāʾ, aveva ricevuto un prestito dedicato della Banca Mondiale per 12,8 milioni di dollari. Dai proventi del petrolio (per il 70%) e da altri capitoli di bilancio, furono finanziate altre opere come lo sbarramento dell'Eufrate a Ramādī, con il quale si poteva riempire il bacino naturale di al-Habbāniyya.

### Il patto di Baghdad
Nel febbraio 1955 l'Iraq strinse con la Turchia il cosiddetto "patto di Baghdad", ispirato dagli Stati Uniti e che prevedeva la creazione di un'alleanza di difesa per il Vicino e Medio Oriente; il patto in pochi mesi avrebbe visto l'adesione della Gran Bretagna, dell'Iran e del Pakistan e le cinque nazioni avrebbero poi dato vita alla Organizzazione del Trattato del Medio Oriente. Col patto l'Iraq si schierò definitivamente con l'Occidente, chiudendo la strada a possibili alleanze con l'URSS e con l'Egitto di Gamāl ʿAbd al-Nāṣer. Quest'ultimo era entrato a pie' pari nella politica internazionale del periodo quando con il golpe del 1952 aveva portato l'Egitto verso obiettivi nazionalistici e di indipendenza, sviluppando diversi fronti di contrasto con le potenze coloniali europee specialmente in riferimento al Canale di Suez. Intorno al canale, in particolare dopo l'apertura del porto israeliano di Eilat, si era sviluppato un conflitto pressoché permanente di piccole scaramucce. Al crescere del livello dello scontro, si era dunque accresciuta la pericolosità, in ottica occidentale, di nuovi sostegni al Cairo; la adesione dell'Iraq al patto era stata perciò veduta come cruciale. Proprio contemporaneamente, infatti, con il raid di Gaza del 28 febbraio 1955, Egitto ed Israele avrebbero portato le loro relazioni ad uno dei punti più bassi delle rispettive storie ed avrebbero di lì in poi condizionato buona parte degli interessi e della politica vicino-orientale.
Scoppiata la crisi di Suez, l'Iraq divenne insieme ad Aden una delle basi militari più importanti per la Gran Bretagna, che in occasione del conflitto fra Egitto ed Israele aveva cercato di rafforzare la sua non dipendenza da Stati Uniti e NATO; questi però, includendo nel conflitto riflessioni correlate alla guerra fredda, avevano imposto ai britannici ed ai francesi di de Gaulle la cosiddetta "dottrina Eisenhower".
Il 18 maggio 1957, però, Nūrī al-Saˁīd schierò l'Iraq a fianco dell'Egitto, contro Israele; al tempo stesso lanciò una campagna anticomunista ed accusò la Russia di fomentare i disordini nel Medio Oriente. Il successivo 5 settembre ricevette armi dagli Stati Uniti, che moltiplicarono la loro presenza militare nell'area. Il 21 gennaio 1958, mentre USA ed alleati cercavano di estendere il patto di Baghdad e ne ipotizzavano un avvicinamento anche formale all'Alleanza Atlantica, da Mosca fu inviato un appello ai paesi arabi: facendo riferimento alla supposta installazione di basi nucleari in prossimità di luoghi sacri dell'Islam, espressamente si scongiuravano Libano e Giordania di non aderire al patto onde non contribuire alla "politica di aggressione imperialistica" americana.
Il successivo 27 gennaio, ad Ankara, la riunione del patto vide una presa di distanze dell'Iraq e del Pakistan, che censurarono la condotta francese ed israeliana in Palestina; il Pakistan propose anzi una mediazione fra le parti ed addirittura la pacificazione dell'area come obiettivo permanente del patto, ma la proposta fu immediatamente rigettata dagli Stati Uniti. Pochi giorni ancora ed il 1º febbraio Egitto e Siria si unirono a costituire la Repubblica Araba Unita (RAU), cui risposero il 14 febbraio Iraq e Giordania, che costituirono la Federazione Araba.

## L'età dei golpe

### Il golpe del '58

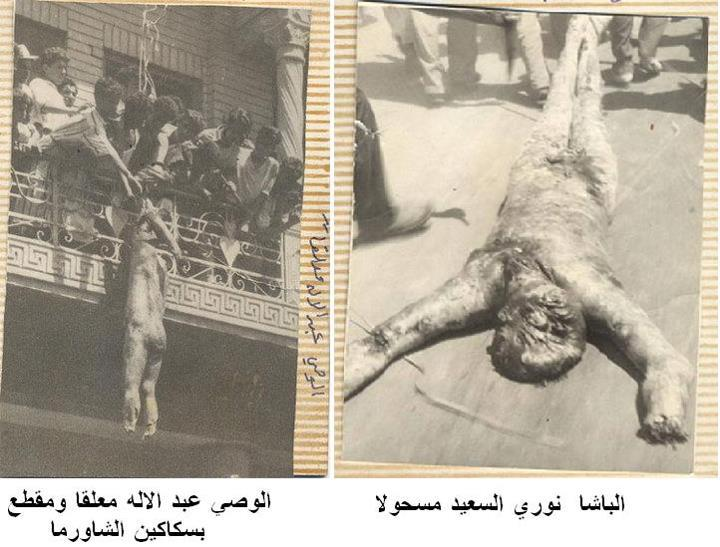
Cadaveri mutilati e vilipesi del principe-Reggente Abd al-Ilah ibn Ali al-Hashimi e di Nūrī al-Saʿīd.

Il 14 luglio 1958 il generale ʿAbd al-Karīm Qāsim, leader delle fazioni anti-britanniche delle forze armate, organizzò un colpo di Stato mentre una quota rilevante dell'esercito era impegnata in manovre militari. Acquisito il controllo di Baghdad alla testa della sua XIX Brigata corazzata (nominalmente agli ordini della II Divisione del gen. Ghāzī Dāghestānī), ʿAbd al-Karīm Qāsim occupò la radio ed i palazzi del potere. Morirono re Faysal II, lo zio e precedente Reggente ʿAbd al-Ilāh, nonché Nūrī al-Saʿīd. La monarchia fu abolita, fu proclamata la repubblica; fu consentita la creazione di partiti politici e sindacati. Alla testa dello Stato fu posto un "Consiglio del Comando della Rivoluzione" (Majlis al-qiyāda al-thawra).

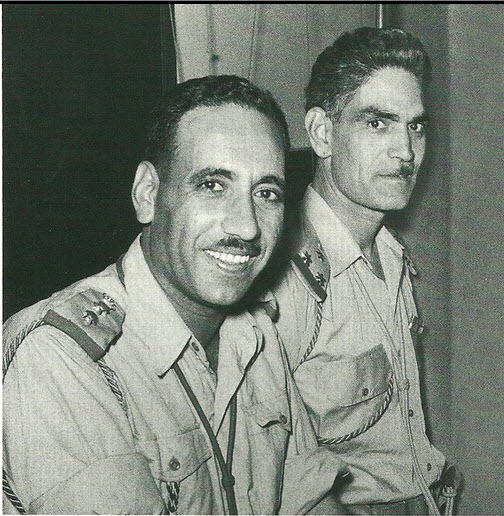
I capi del golpe del 1958: Abd al-Salam Arif e ʿAbd al-Karīm Qāsim. Arif avrebbe poi tradito Qāsim cinque anni dopo.

Il 26 luglio fu adottata una Costituzione Provvisoria che proclamava l'uguaglianza di tutti i cittadini iracheni davanti alla legge e garantiva loro libertà a prescindere dalla razza, nazionalità, lingua o religione. Il governo liberò i prigionieri politici ed assicurò un'amnistia ai Curdi che avevano partecipato alle insurrezioni in Kurdistan fra il 1943 e il 1945. I Curdi esiliati tornarono nelle loro case.
Qāsim assunse l'incarico di primo ministro e di ministro della Difesa, mentre il colonnello ʿAbd al-Salām ʿĀref fu il suo vice-premier e ministro dell'Interno. Tra i primi atti politici vi fu l'uscita dal patto di Baghdad, dall'alleanza con la Giordania e dal trattato anglo-iracheno. Si dichiarò sciolta l'Unione araba e poco dopo furono avviate relazioni amichevoli e commerciali con l'Unione Sovietica e, conseguentemente, con Cecoslovacchia, la Repubblica Democratica Tedesca e la Jugoslavia.
Nasser, fiducioso che l'Iraq volesse aderire alla RAU, proclamò intanto che qualunque aggressione eventualmente subita dall'Iraq sarebbe stata considerata un'aggressione alla RAU.
Il nuovo ordinamento però non privilegiò le relazioni con l'Egitto, sebbene molti potessero essere i punti di contatto con il leader della RAU; mentre risultava gradito il consenso dei comunisti, le componenti filo-nasseriane in Iraq furono anzi contrastate, ed il loro maggior esponente ˁĀrif, destituito da ministro dell'interno in ottobre, venne incarcerato. Nondimeno, il paese condivise con l'Egitto anche una posizione di ideale equidistanza dai due blocchi: Qāsim fece affermare al suo ministro degli esteri ʿAbd al-Jabbār Jomard che l'Iraq avrebbe potuto prendere parte ad un patto solo se questo avesse raccolto tutti i paesi del mondo.
La nuova repubblica irachena fu riconosciuta fra i primi dall'Italia il 31 luglio, mentre negli Stati Uniti fu aperta un'inchiesta per verificare eventuali errori o colpe della CIA.
L'opposizione al nuovo regime era rappresentata principalmente dal partito Baʿth; in più occasioni i generali al potere denunciarono complotti ed altri tentativi di sovversione, sinché l'8 marzo 1959 scoppiò a Mossul una sommossa fomentata dai filo-nasseriani e guidata dal comandante della 5ª Brigata, ʿAbd al-Raḥmān al-Shawwāf. Sedata nel sangue, la sommossa terminò con l'impiccagione di al-Shawwāf e con la macabra esposizione per diverso tempo della sua salma.
Il 30 maggio 1959, l'ultimo dei soldati britannici e degli ufficiali di Sua Maestà abbandonò la base aerea di al-Ḥabbāniyya.

### Benzina sul fuoco
Il 14 settembre 1960 a Baghdad si riunirono rappresentanti dell'Iraq, dell'Arabia Saudita, dell'Iran e del Venezuela per fondare l'OPEC, organizzazione dei paesi esportatori di petrolio. Il periodo, per il settore petrolifero, era già dei più infiammati: l'italiano Enrico Mattei stava mettendo in subbuglio le sette sorelle stipulando accordi di natura innovativa con molti paesi, proponendo ed in qualche caso suggerendo strategie capaci di attentare all'oligopolio dominante su questo specifico mercato. Fra le riflessioni scaturite in occasione della creazione dell'organizzazione vi fu certamente anche la prospettiva di contrapporre a quello delle sette sorelle un cartello arabo capace di regolamentare l'offerta, e questa era stata una delle note "scandalose" intuizioni di Mattei, che poco prima aveva incontrato lo scià di Persia Mohammad Reza Pahlavi.
Ma il 1960 era anche l'anno nel quale la Esso aveva unilateralmente ridotto i prezzi del greggio manifestandosi gravi fattori di sovrapproduzione e di concorrenza per l'ingresso nel mercato del petrolio russo; l'attività di Mattei, che avrebbe potuto rompere la barriera politico-strategica dei paesi occidentali verso il greggio di Mosca, in realtà poneva le condizioni per l'opportunità, come per l'inderogabilità di un'azione congiunta dei produttori arabi a difesa del loro prodotto.
Il Kuwait, le cui ricchezze petrolifere erano ormai note e sul quale il mandato britannico era scaduto nel giugno del 1960, ancora una volta venne nelle mire irachene, e Qāsim ne propose l'annessione. Nel luglio successivo il Kuwait fu riempito di truppe britanniche a fini di dissuasione, raggiungendo lo scopo. Ed anche la politica estera di Qāsim con l'Iran si rivelò non meno esplosiva. Oltre ad alcune rivendicazioni territoriali, il premier appoggiò alcuni movimenti secessionisti del Khūzistān, dando la stura a una serie di piccoli sgarbi e non palesi trame che avrebbero minato gravemente i rapporti con lo stato vicinante.

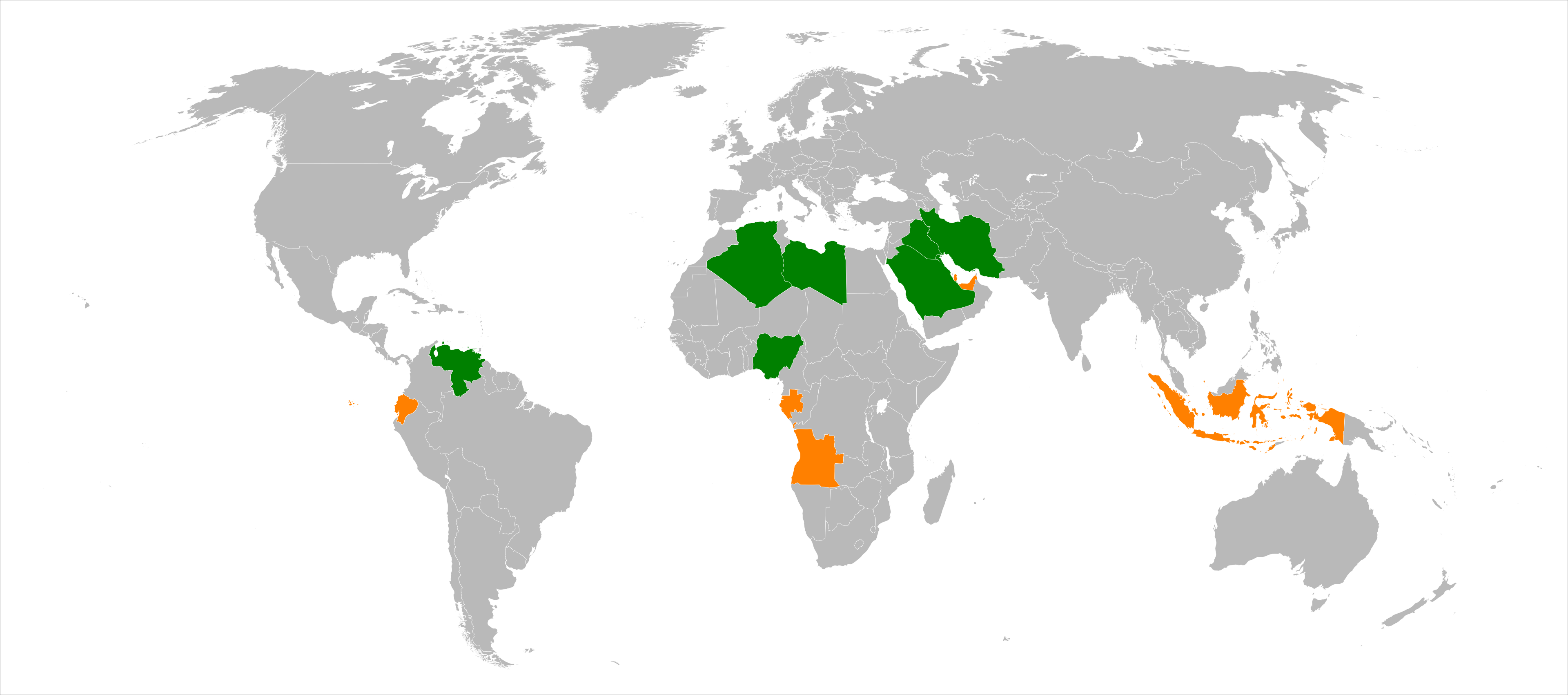
Paesi aderenti all'OPEC

Nel dicembre 1961, dopo aver portato alla rottura delle trattative con la Iraq Petroleum Company, dalla quale pretendeva royalties più cospicue, Qāsim fece emanare la "legge 80", con cui si vietava il rilascio di nuove concessioni petrolifere a compagnie straniere, si sottraevano alle concessioni in essere le terre non ancora effettivamente adibite a sondaggi o ad estrazione, e si imponeva il controllo centralizzato delle attività estrattive delegato alla neocostituita Iraq National Oil Company (INOC).
All'interno, dopo aver definito il Kurdistan "una delle due nazioni dell'Iraq", non seppe gestire il crescere del malcontento seguito al precedente tentativo di insurrezione e Muṣṭafā al-Bārzānī, già rappresentante dei curdi (ormai il 19% della popolazione) nei rapporti col governo, promosse la rivolta al grido di «autonomia per il Kurdistan, democrazia per l'Iraq».

### Il golpe del '63

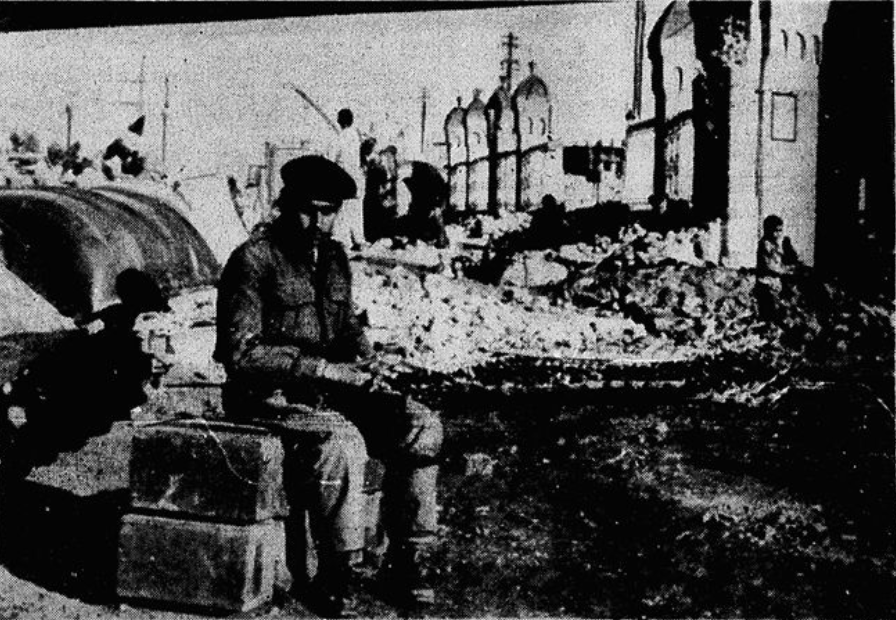
Soldato nelle rovine del Ministero della Difesa poco dopo il golpe

L'8 febbraio 1963 Qāsim fu deposto da un colpo di Stato organizzato da esponenti del partito Baʿth. Già nel 1959 ve n'era stato un confuso tentativo condotto da elementi panarabi (incluso Saddam Hussein), ma l'episodio, peraltro rimasto oscuro, non aveva sortito effetti. Stavolta invece ʿAbd al-Salām ʿĀrif prese il potere e Qāsim fu ucciso il giorno successivo. A più riprese si è considerato probabile che il colpo sia stato favorito da un intervento non meglio precisabile della statunitense CIA nell'organizzazione e nell'esecuzione del complotto; fu in ogni caso un golpe discretamente cruento, che causò qualche migliaio di morti. ˁĀrif divenne presidente provvisorio, fu confermato formalmente il successivo 20 novembre.
Insieme al presidente egiziano Gamāl ʿAbd al-Nāṣer, fra il 13 ed il 16 gennaio 1964 ʿĀrif sottoscrisse al Cairo un risoluzione che dava una sorta di via libera ad al-Fath, organizzazione che la Siria aveva già impiegato per azioni di sabotaggio.
Superato indenne un tentativo di golpe nel 1965, ʿAbd al-Salām ʿĀref morì nel 1966 in un incidente di elicottero nell'Iraq meridionale e fu sostituito dal fratello ʿAbd al-Rahmān ʿĀref. La sua breve presidenza si svolse fra grandi contrasti e tensioni interne, mentre poco distante dalle frontiere era esplosa la guerra dei sei giorni, che coinvolgeva il partito Baʿth poiché al potere in Siria.

### Il golpe del '68
Il 16 luglio 1968 ʿAbd al-Rahmān ʿĀref fu spodestato da un complotto in cui figuravano diversi suoi collaboratori. ʿĀrif, colto nel sonno, non fu ucciso, ma fu esiliato e si rifugiò in Turchia. Al potere salì il sunnita Ahmad Hasan al-Bakr, leader dell'ala militare del partito Baʿth e già primo ministro (per dieci mesi) nel 1963, durante le prime fasi della presidenza di ʿAbd al-Salām ʿĀref. Saddam Hussein, un parente di al-Bakr, già coinvolto in precedenti azioni eversive e che insieme a lui era stato incarcerato nel 1964, fu il suo collaboratore più stretto, come rappresentante dell'ala civile del Baʿth.
A capo del governo fu chiamato ʿAbd al-Razzāq al-Nāyef, già capo dei servizi segreti. Tra gli altri esponenti di rilievo, parteciparono alla presa di potere Ibrāhīm ʿAbd al-Rahmān al-Dāʾūd, capo della Guardia Repubblicana (nominato ministro della difesa), Saʿdūn Ghaydān e Ḥammād Shihāb: tutti colonnelli.
Ben presto i baʿthisti entrarono in contrasto con i sostenitori di al-Nāyef e di Ibrāhīm ʿAbd al-Rahmān al-Dāʾūd, ed il 30 luglio Saddam Hussein mise agli arresti il premier al-Nāyif, poi "semi-esiliato" come ambasciatore in Marocco; al-Dāʾūd, che era all'estero, evitò di rimpatriare.
Il 21 settembre fu emanata una costituzione provvisoria.

## L'età del petrolio
Gli anni settanta si svilupparono essenzialmente su due fronti di pari delicatezza: all'interno si ebbe il problema curdo, che sarebbe sfociato nella guerra curda, mentre all'estero l'Iraq si trovò a gestire una ricchezza derivante dal petrolio, presto divenuto importante strumento politico.

### Il petrolio di Stato e le tensioni in Vicino Oriente
Uno degli atti più importanti di Ahmad Hasan al-Bakr fu la nazionalizzazione della Iraq Petroleum Company. La decisione, cui pervenne dopo qualche anno, rispondeva a una diffusa istanza popolare di "ritorsione" nei confronti delle potenze occidentali per l'appoggio prestato ad Israele nella guerra dei sei giorni, conclusasi con la sconfitta della coalizione araba. Sotto il predecessore si era avuta un'interruzione delle forniture al Mediterraneo, al-Bakr si dedicò invece alla revisione del sistema delle concessioni, interrompendo peraltro le relazioni diplomatiche con Stati Uniti e Gran Bretagna. Un importante accordo commerciale fu siglato con l'Unione Sovietica nel giugno 1969, utile ad entrambe le parti per evidenziare da una parte la capacità tecnologica sovietica, dall'altra la non dipendenza irachena dai cartelli occidentali.

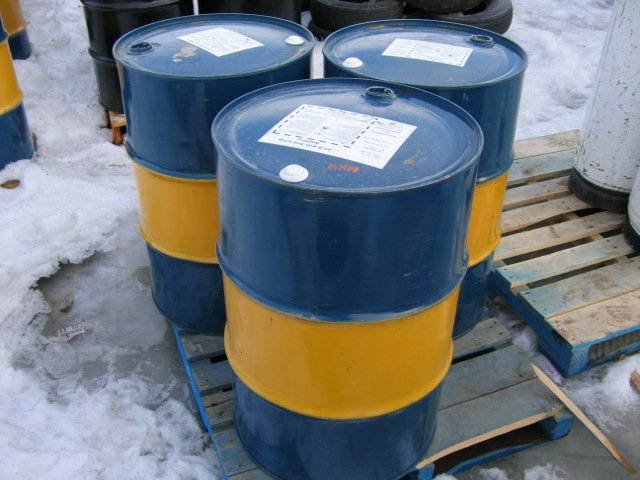
Barili di petrolio

Nel frattempo i curdi, con l'appoggio dell'Iran, iniziarono nell'ultima parte del '68 proteste sempre più violente, sinché non aprirono un vero e proprio conflitto con i baˁthisti e con l'esercito. L'11 marzo 1970 i curdi, rappresentati da Mustafa al-Bārzānī sottoscrissero un accordo con il governo, che riconosceva la "nazionalità" curda ed il diritto di questo popolo a un'almeno parziale autonomia. L'accordo avrebbe avuto applicazione nel 1974, sulla base degli esiti di un censimento da effettuarsi per registrare in quali zone i curdi detenessero la maggioranza etnica.
Restando centrale il problema dei rapporti fra paesi arabi ed Israele, si fece teso anche il rapporto con la Giordania, che si era posta in una posizione fredda nei confronti dei fedayn e dei guerriglieri palestinesi, e l'Iraq ne chiese l'espulsione dalla Lega araba.
Il 9 aprile 1972 l'Iraq firmò un più ampio trattato di amicizia con l'Unione Sovietica, la quale inviò armamenti; sul fronte interno si ebbe una riconciliazione con i comunisti. Nacque il Fronte Nazionale Progressista, formazione politica lungamente ponderata e faticosamente elaborata di riferimento formale dei baˁthisti, ma aperta all'adesione dei partiti; fra i primi aderenti ci furono partiti rappresentativi dei curdi. L'apertura ai comunisti determinò la costituzione di Azione Nazionale, una sorta di meeting-point politico che permise di varare il Fronte nel 1973.
Sempre nel 1972, oltre ad accordi commerciali con altri paesi, fu istituita la Iraqi Oil Tankers Company (IPTC), la cui funzione era di provvedere alle concessionarie il supporto tecnologico e logistico per l'estrazione del petrolio, con l'obiettivo di rendere l'Iraq capace di vendere direttamente il prodotto finito. La IPC produceva allora tutto il petrolio iracheno, e nel 1971 si era avuto un picco della produzione; la IPC però continuava a non essere nazionalizzata, e le trattative per la rinegoziazione dei costi della concessione andavano avanti senza esiti, prorogando il regime concessionario corrente. Il 1º giugno 1972 la IPC fu infine nazionalizzata, ma così non fu per le sue controllate BPC e MPC, che continuarono quindi a produrre; in pratica, l'Iraq riacquisì le concessioni di Kirkūk, il cui prodotto era quello destinato al Mediterraneo, e requisì le relative installazioni. Lo stesso giorno un'analoga nazionalizzazione riguardò in Siria gli oleodotti e le installazioni della stessa IPC, provocando una reazione politica della Gran Bretagna, con cui nessuno dei due paesi aveva più relazioni diplomatiche, che chiese a gran voce indennizzi per la IPC.

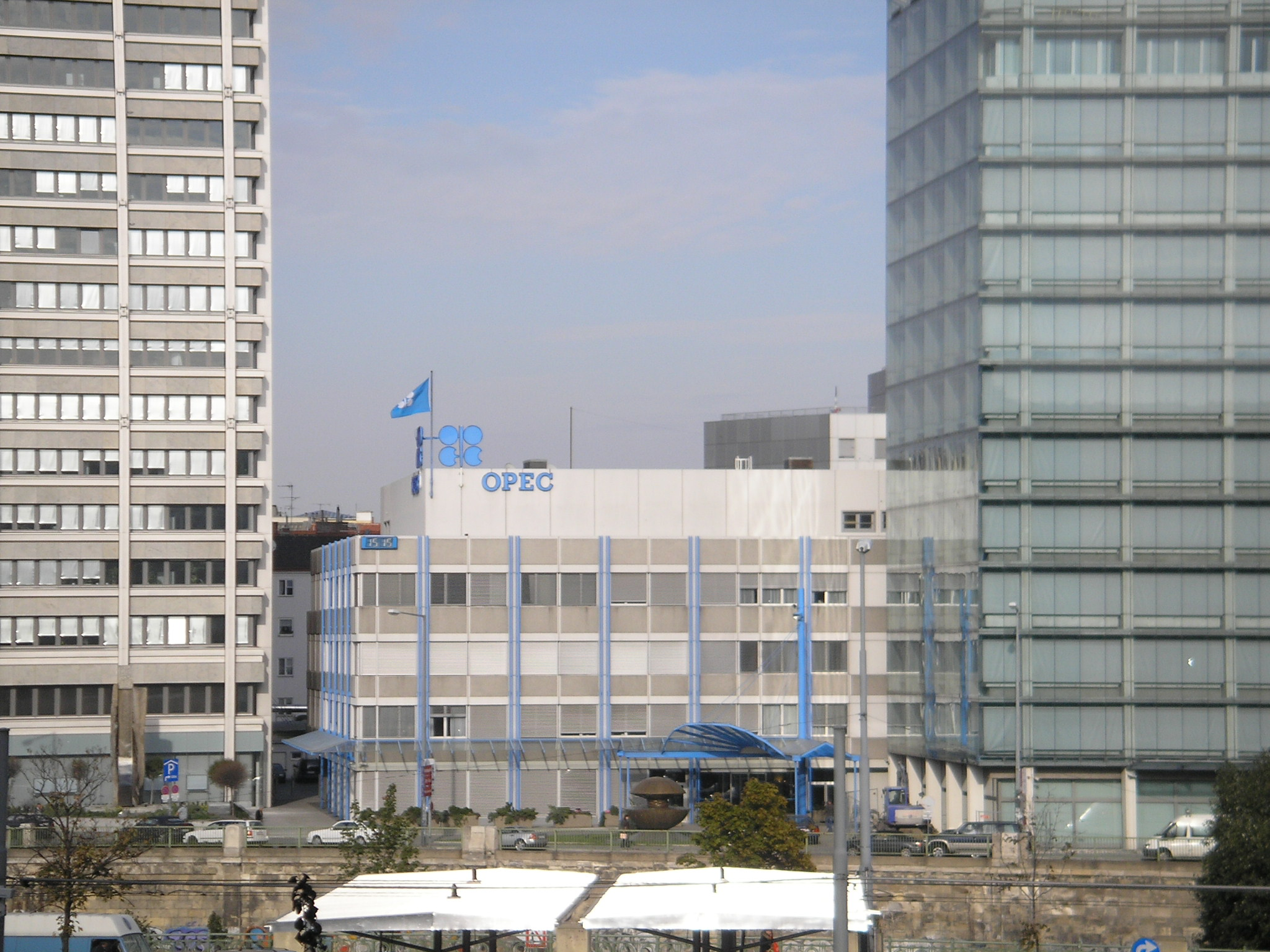
La sede viennese dell'OPEC

Avallata dall'OPEC, la nazionalizzazione, soprattutto nella forma in cui fu attuata, fu in effetti essenzialmente anti-britannica. La produzione petrolifera dell'Iraq era importantissima per l'Europa, ma diveniva quasi cruciale per la Francia, che ne importava il 14% del suo greggio. Il governo tenne un occhio di riguardo per i francesi, le cui compagnie ELF e CFP ricevettero dal 12 al 19 giugno una delegazione governativa con la quale si convenne un accordo decennale che in sostanza le compensava delle perdute rendite della IPC. L'atteggiamento preferenziale di Baghdad tendeva ad avvantaggiare una potenza alternativa al cartello anglo-americano, nella prospettiva di vederla crescere, ed allo stesso tempo salvaguardando un importante canale di vendita. Altri accordi furono di lì a poco sottoscritti con aziende italiane e brasiliane. Nel 1973 seguì un perfezionamento della nazionalizzazione, colpendo stavolta le statunitensi Exxon e Mobil e l'olandese Royal Dutch Oil Company, che per mezzo di Shell Oil Company detenevano capitali della BPC. Altri interessi stranieri sarebbero stati colpiti sino al 1975.
Le manovre irachene svolsero un ruolo di una certa rilevanza nella crisi economica generale che afflisse l'Occidente in quegli anni e contribuirono a far ascendere l'OPEC ad un ruolo di prima grandezza nella politica economica internazionale, principalmente attraverso la regolazione dei prezzi di vendita. La reazione occidentale consistette in un drastico abbattimento del fabbisogno energetico e nella ricerca delle cosiddette energie alternative, mandando perciò i paesi dell'OPEC in sovrapproduzione; l'Iraq, in controtendenza, aumentò ulteriormente la produzione, ma dovette significativamente rivedere i prezzi. La decisione di Baghdad era indotta dalla necessità di far fronte alla dispendiosa guerra curda ed a premunirsi contro le eventuali conseguenze negative delle tensioni con la Siria e con l'Iran.

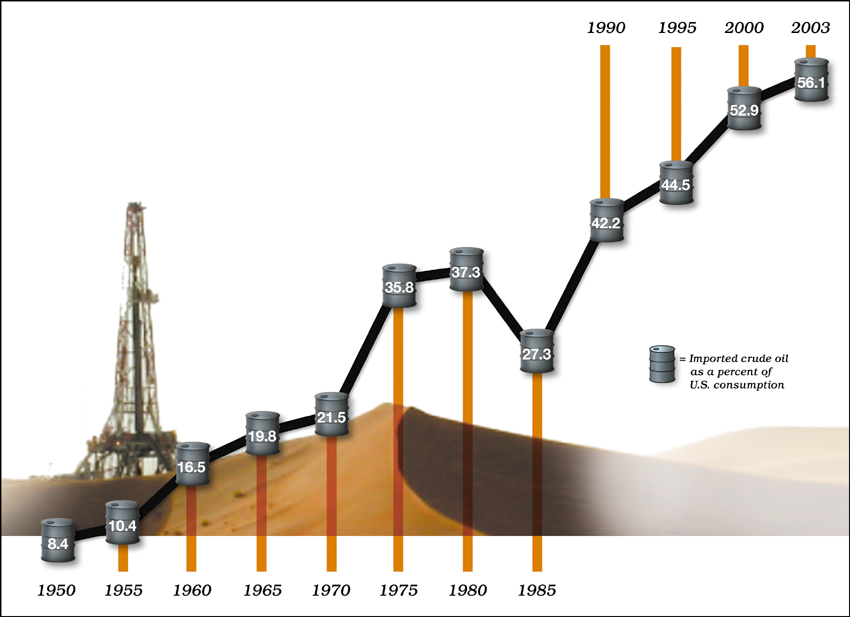
Percentuale di greggio di importazione sui consumi per gli Stati Uniti, periodo 1950-2003

La tensione con la Siria si era fatta più acuta dopo la guerra del Kippur, al principio della quale gli iracheni rifiutarono di prendere parte all'offensiva iniziale, anche per la mancanza di frontiere con Israele e l'indisponibilità di Siria e Giordania ad aprire le loro. L'Iraq stavolta era coinvolto non solo in quanto facente parte della Lega araba, ma anche poiché tributario di armamenti sovietici, e Mosca partecipava dall'esterno al conflitto avendo armato altri paesi, a partire dall'Egitto, mentre gli Stati Uniti avevano rinforzato Israele; Baghdad mandò una forza di spedizione sul Golan, formata da 30.000 uomini, 500 carri e 700 APC (trasporto truppe).

### La guerra curda
I rapporti con i curdi si erano guastati presto, e al-Bārzānī aveva aperto un nuovo contrasto sia per la mancata effettuazione del promesso censimento, sia per l'esclusione di Kirkūk, ricca di petrolio, dal territorio che i baˁthisti intendevano assegnare alla costituenda provincia autonoma curda. L'11 marzo 1974, alla scadenza prevista dal trattato del 1970, grazie alla collaborazione di fazioni curde antagonistiche rispetto al Partito Democratico del Kurdistan di al-Bārzānī, fu costituita la provincia e fu insediato un consiglio regionale. Poco dopo iniziò la guerra curda.
Parecchie migliaia di curdi iracheni, negli anni sessanta, sono stati arrestati, uccisi, fatti sparire dalle forze di sicurezza o dai servizi segreti iracheni (ad es. 8.000 curdi “sparirono” nel 1983 da Arbil e tutt'oggi di loro non si sa più nulla). Nel 1985 altri 3.000 ragazzi curdi sono stati arrestati e torturati dalle forze di sicurezza irachene: sembra fossero stati catturati come ostaggi per obbligare i loro parenti “a consegnarsi alle autorità”. Nel biennio 1987-1988 è stata fatta la più grande repressione nei confronti dei curdi: le circostanze in cui le autorità irachene usarono armi chimiche con migliaia di morti indicano un preciso disegno politico teso all'eliminazione dei curdi iracheni. Nel 1988 furono uccisi 5.000 curdi in soli due giorni a seguito di un attacco chimico.

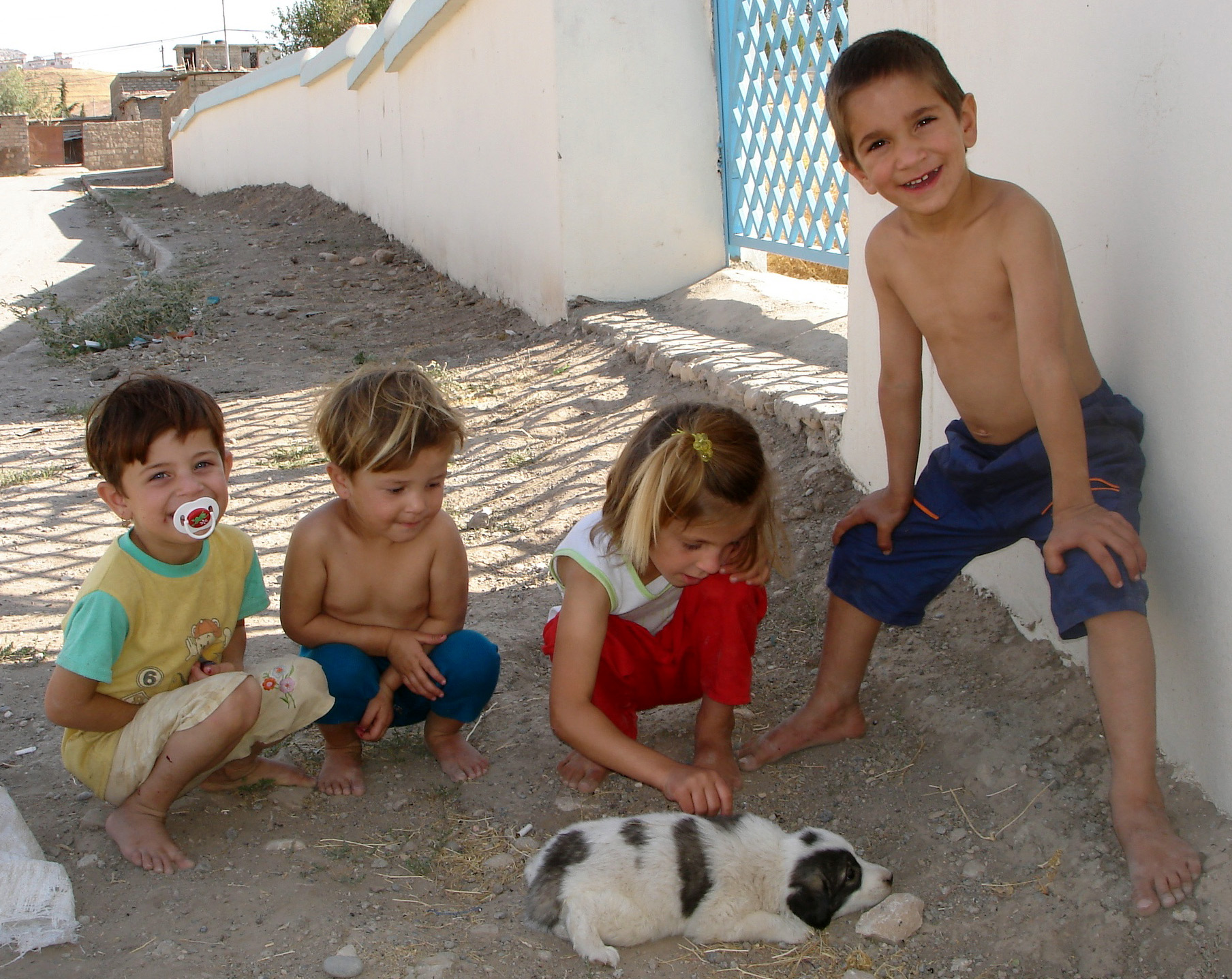
Bambini curdi a Sulaymaniyya

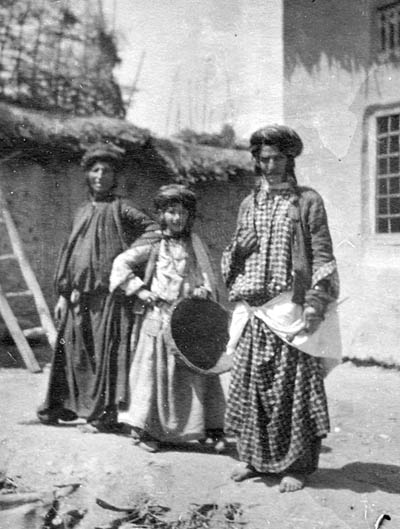
Donne curde di religione israelitica (1905)

Gli attacchi delle forze irachene sono continuati su tutta la zona abitata da curdi, che sono scappati in massa verso i confini turco e iraniano: nel 1988 le autorità turche confermarono di aver dato rifugio a 57.000 Curdi iracheni.
Tra la fine del 1988 e il 1990 centinaia di curdi sono stati uccisi sommariamente dopo essere stati convinti dalle autorità irachene a rientrare nel paese.

## Tempi moderni
L'ultimo quarto del Novecento vide l'Iraq immerso in crescenti tensioni interne ed esterne, su fronti diversi eppure non ben separabili l'un dall'altro.
Nel 1975 Saddam Hussein, dopo aver concluso un accordo con l'Iran in materia di confini, parlando agli ambasciatori iracheni in paesi occidentali e Giappone segnalò le manovre degli Stati Uniti per sostituirsi progressivamente ai paesi occidentali nella gestione unica degli affari petroliferi, e diede loro istruzione di operare per il contrasto alla politica espansionistica di Washington, definita contraria alla volontà popolare della Nazione araba. Poco tempo dopo, in un'intervista alla giornalista egiziana Sakīna al-Sādāt, esplicitò pubblicamente l'opposizione antiamericana precisando che l'interesse statunitense nel controllo del Vicino Oriente non era solo economico e strategico, ma direttamente politico, legato alla pesante influenza politica che gli Stati Uniti avrebbero potuto insinuare sull'Europa e sul Giappone in quanto militarmente ed economicamente "difensori" dei loro interessi. Aggiunse che un'eventuale indipendenza del petrolio arabo e diretti approvvigionamenti europei e giapponesi, avrebbero potuto indebolire la corrente influenza statunitense sui quei paesi industrializzati.

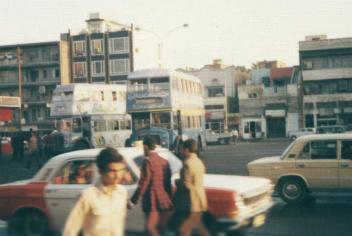
Quotidianità a Baghdad nel 1977

Queste dichiarazioni identificano parte dei problemi che si evidenziarono nel periodo, ed ai quali vanno aggiunti i rapporti fra i gruppi etnici e religiosi, nonché le relazioni con gli altri paesi arabi.

### La presa di potere di Saddam Hussein

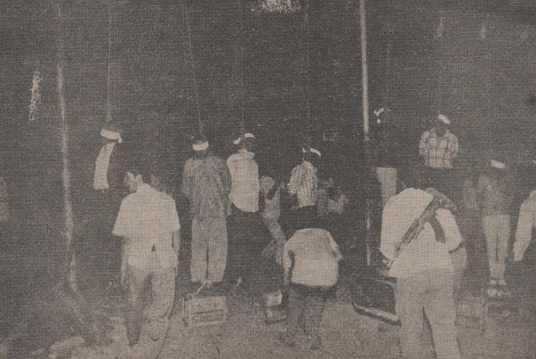
Impiccagioni durante il regime ba'thista

Nel 1977 iniziarono manovre di riavvicinamento fra Egitto ed Israele e la Lega araba reagì richiedendo una maggiore coesione fra i paesi membri. L'Iraq di al-Bakr e la Siria di Ḥāfiẓ al-Asad (anch'egli del partito Baʿth) cominciarono a prospettare una loro maggiore sintonia, malgrado in entrambi i paesi stessero consolidandosi forti opposizioni dei gruppi fondamentalisti religiosi, come i Fratelli musulmani.
Dopo gli incontri dell'ottobre 1978, in cui le proposte presero corpo in documenti ufficiali sotto un profilo di alleanza militare, e dopo che entrambi gli stati ebbero insieme rilanciato nella Lega gli obiettivi di una maggiore coesione e dell'isolamento del presidente egiziano Anwar al-Sādāt, nacque una tensione fra Baghdad e Damasco per la determinazione di quale dei due stati avrebbe dovuto guidare un'eventuale unificazione.
Il 12 luglio 1979 fu arrestato il segretario del consiglio della rivoluzione, Muḥyi ʿAbd al-Ḥusayn al-Mašhadī. Il 16 al-Bakr rassegnò le sue dimissioni, ufficialmente per motivi di salute, e il suo posto fu preso da Saddam Hussein, il quale il successivo 28 annunciò di aver sventato un tentativo di golpe organizzato da al-Mašhadī e da altri esponenti del partito Baʿth, tra i quali diversi altri componenti del Consiglio della rivoluzione. Il tentativo, dichiarò il nuovo presidente, sarebbe stato finanziato dalla Siria; un tribunale speciale fece giustiziare 22 cospiratori e ne fece arrestare molti altri.
L'8 febbraio 1980 il presidente pubblicò una "dichiarazione nazionale", una solenne affermazione di principî redatta in 8 punti, rivolta ai paesi della Lega araba ed alla nazione araba nel suo complesso. In essa sollecitava al rigetto di presenze straniere, militari e politiche, nei paesi arabi, che invitava a trattati di alleanza, sia militare (con il divieto di muovere in armi fra paesi arabi), sia economiche (con un obbligo di solidarietà ed aiuti economici). L'obiettivo ben dichiarato era l'unità araba.
Nel frattempo il giovane governo sciita di Khomeini aveva preso posizione contro il partito Baʿth, giudicato troppo secolare, e la tensione con l'Iraq crebbe rapidamente, alimentata da scaramucce di confine, ma soprattutto dai proclami dell'Ayatollah, che dopo aver costituito il suo paese in "repubblica islamica", sostenne la necessità di esportarne il modello anche negli altri paesi arabi, Iraq in testa.
Il 17 settembre 1980, preparato il terreno con una campagna di informazione sui media iraniani in cui sosteneva che la regione del Khuzistan intendesse riunirsi con l'Iraq, Saddam Hussein ruppe il trattato del 1975, accusando Teheran di averlo ripetutamente violato.

### La guerra con l'Iran
Il 21 settembre 1980 truppe irachene invasero l'Iran. Immediatamente, nel giro di poche ore, essendo un simile conflitto stato ampiamente previsto e malgrado l'effetto sorpresa, l'aviazione iraniana bombardò basi militari ed altri obiettivi strategici iracheni.
La guerra fu subito assai cruenta ed il 28 settembre il Consiglio di sicurezza delle Nazioni Unite richiese un "cessate il fuoco", cui Saddam Hussein si disse disposto a convenire a patto che Khomeini facesse altrettanto; ma Teheran rispose negativamente e la guerra continuò. Stati esterni si interessarono del conflitto, e fra questi Israele, in un inedito appoggio all'Iran per conto del quale avrebbe poi mandato la sua aviazione a bombardare l'Iraq nell'operazione Babilonia. Nella composizione degli interessi che avrebbero fatto propendere per l'uno piuttosto che per l'altro dei belligeranti, gli occidentali, ed ovviamente gli Stati Uniti, dovevano scegliere fra uno stato che ambiva alla leadership nel panarabismo antioccidentale, l'Iraq, ed un altro, l'Iran, che era altrettanto antioccidentale, ma propugnava regimi teocratici islamici. Naturalmente, i possibili riflessi sull'approvvigionamento petrolifero sarebbero stati tenuti nel debito conto. Si è anche ipotizzato che in ogni caso la guerra avrebbe avvantaggiato l'Occidente, eliminando uno dei due scomodi regimi ed indebolendo l'altro, che sarebbe risultato così più facile da contrastare.
Dal novembre 1980 al settembre 1981 si ebbe un sostanziale stallo, rotto da una serie di azioni iraniane che nel maggio 1982 avrebbero condotto alla quasi completa riacquisizione dei territori invasi. L'Arabia Saudita si propose come mediatore per un trattato di pace, facendosi garante per gli indennizzi di guerra, ma la proposta fu respinta da Teheran. Gli Stati Uniti comunque rimossero l'Iraq dalla loro lista dei cosiddetti "paesi canaglia". Nel 1983 l'Iran mise a segno diversi attacchi che posero Baghdad in difficoltà ed alla riconquista dei territori originariamente propri aggiunse la conquista di territori iracheni (fra gli altri, Kirkuk). Gli Stati Uniti, preoccupati della possibile vittoria iraniana, allestirono canali di comunicazione con l'Iraq (con il quale non c'erano più relazioni diplomatiche) e Ronald Reagan il 12 dicembre mandò Donald Rumsfeld come suo inviato speciale ad incontrare Saddam Hussein e Tareq Aziz.

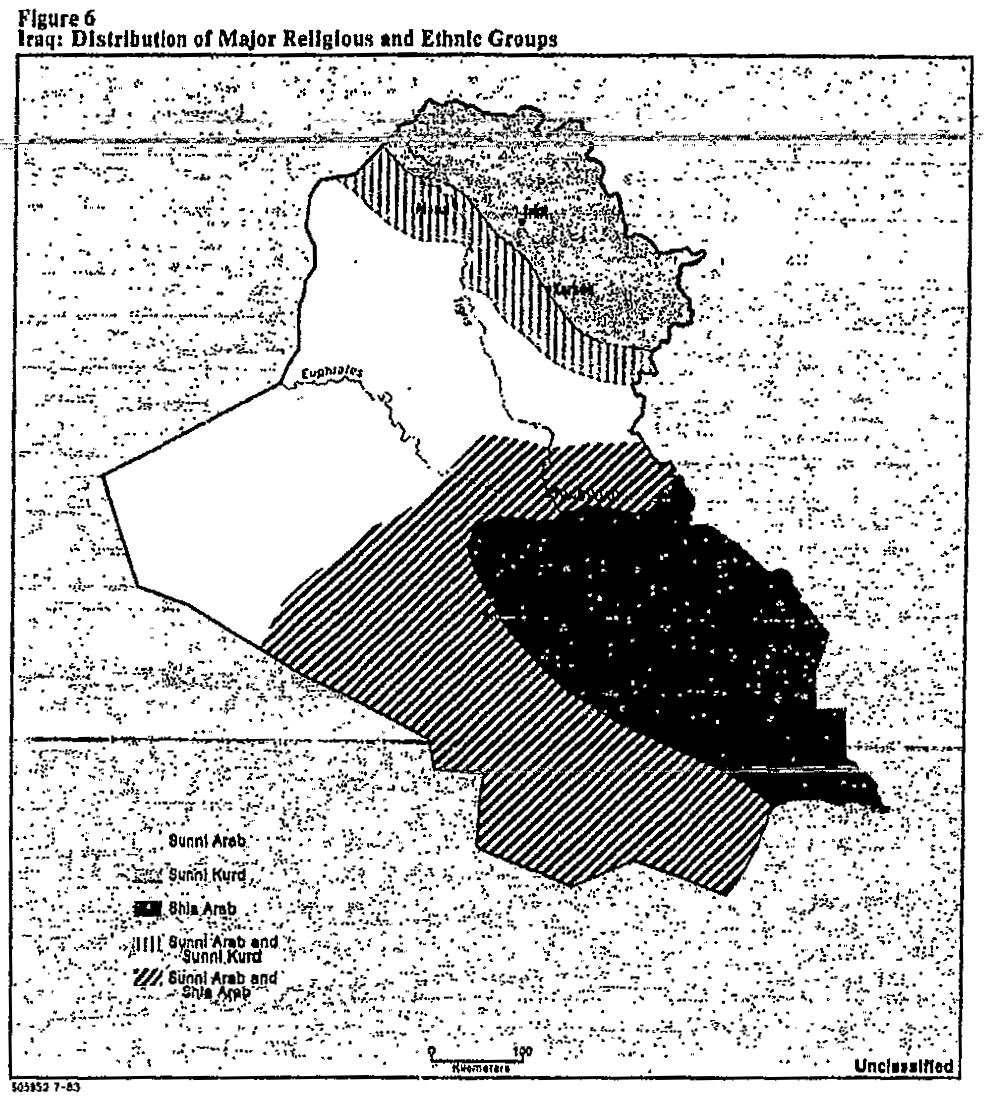
Etnie irachene nel 1983, da un documento declassificato della CIA.

Saddām intanto provò a strozzare il traffico petrolifero marittimo, rendendo estremamente rischiosa la distribuzione del petrolio, con cui veniva finanziato l'acquisto di armi, e Teheran rispose tra la fine del febbraio e il marzo 1984 con la fallita "Operazione Khaybar", non prima però di aver conquistato le isole Majnūn (particolarmente ricche di giacimenti petroliferi) e con l'intensificazione delle operazioni nel Nord-Est iracheno, in prossimità dei confini turchi, effettuate insieme ai locali curdi. Sia in risposta a questi attacchi iraniani sia nelle controffensive irachene alle azioni della guerriglia curda, fu fatto diffuso ricorso alle armi chimiche; le vittime di questo tipo di armi furono ingenti e colpirono in particolare la popolazione curda.

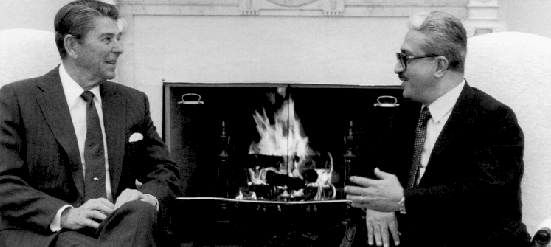
Ronald Reagan (presidente degli USA) e Tāreq ʿAzīz (ministro degli Esteri dell'Iraq) si incontrano alla Casa Bianca il 26 novembre 1984, per il ristabilimento delle relazioni diplomatiche fra i due paesi.

Poco tempo dopo furono riallestite le relazioni diplomatiche fra Iraq e Stati Uniti; questi ultimi poterono quindi fornire tecnologie civili, spesso copertura di forniture in realtà militari. Tempo dopo si sarebbe appreso che gli Stati Uniti trafficavano però anche con l'Iran (cosiddetto "Irangate").
Saddam Hussein intensificò i rapporti con i paesi occidentali, con l'Egitto, la Russia e con la Cina; da molti di questi stati comprò armi o tecnologie, e se ne garantì protezioni militari. La Francia, ad esempio, fornì missili Exocet e caccia Dassault Super Étendard, l'Italia navi da guerra. Stati Uniti, Regno Unito e Francia, nel 1987 accettarono di far viaggiare sotto le loro rispettive bandiere un buon numero di petroliere irachene, ponendole con questo espediente al riparo da attacchi iraniani, e le scortarono attraverso lo stretto di Hormuz. Nel Golfo ci fu anche lo spinoso incidente della fregata statunitense Stark, che il 17 marzo 1987 un Mirage F1 iracheno colpì con due Exocet.
Il 20 giugno 1987 il Consiglio di sicurezza delle Nazioni Unite emanò la risoluzione 598, votata all'unanimità, con la quale i contendenti erano invitati ad un immediato "cessate il fuoco" ed a sedersi ad un tavolo di trattative per la pace. Di nuovo Saddam Hussein si disse disposto ad accettare se l'Iran avesse fatto altrettanto, ma di nuovo così non fu; in realtà l'Iran non accettò né rifiutò, ma pretese il riconoscimento dell'Iraq come paese aggressore. La guerra continuò, e anche gli Stati Uniti attaccarono navi e impianti iraniani; ridotti allo stremo (soprattutto l'Iran), i due belligeranti addivennero finalmente a una tregua il 20 agosto 1988 con l'accettazione iraniana della risoluzione.
L'ONU inviò sul posto una forza appositamente creata; le trattative si condussero lungamente a Ginevra fra i rispettivi ministri degli esteri, ma mentre l'Iraq poneva come condizione preliminare il rilascio dei prigionieri, l'Iran pretendeva invece l'abbandono dei territori occupati.